# Liste der Mitglieder des Staatsgerichtshofs des Landes Hessen
Der Staatsgerichtshof des Landes Hessen besteht aus elf Mitgliedern:
- Fünf richterlichen Mitglieder, die im Landesdienst sein müssen. Ihre Wahl erfolgt durch einen Wahlausschuss, der aus acht Landtagsabgeordneten besteht und erfordert eine Zweidrittelmehrheit. Die Amtszeit der richterlichen Mitglieder beträgt sieben Jahre.
- Sechs nicht richterlichen Mitgliedern, die zu Beginn jeder Legislaturperiode vom Landtag mit einfacher Mehrheit gewählt werden. Ihre Amtszeit entspricht der Dauer der Legislaturperiode.
- Für jedes Mitglied werden im selben Wahlgang Stellvertreter gewählt.

Die Wiederwahl der richterlichen wie auch der nicht richterlichen Mitglieder ist zulässig.

## Präsidenten
Der Präsident wird aus der Gruppe der richterlichen und nicht richterlichen Mitglieder für die Dauer der jeweiligen Amtszeit als Mitglied des Staatsgerichtshofes gewählt. Er muss die Befähigung zum Richteramt haben. Nach § 8 des Gesetzes über den Staatsgerichtshof werden Präsident und Vizepräsident vom Plenum des Hessischen Landtags in geheimer Wahl (§ 2, Abs. 3) gewählt. Bisher hatte der Staatsgerichtshof des Landes Hessen folgende Präsidenten:
| Amtszeit  | Name                 | Wahl              | Wahl | Wahl | Bemerkung                                                                        | Q             |
| Amtszeit  | Name                 | am …              | Ja-Stimmen                                                                                                   | Gültige Stimmen                                                                                              | Bemerkung                                                                        | Q             |
| --------- | -------------------- | ----------------- | --- | --- | -------------------------------------------------------------------------------- | ------------- |
| 1948–1955 | Karl Lehr            | 13. Oktober 1948  | 60 | 64 | richterliches Mitglied                                                           | [ 2 ] [ 3 ]   |
| 1955–1960 | Felix Lesser         | 30. November 1955 | einstimmig per Akklamation                                                                                   | einstimmig per Akklamation                                                                                   | richterliches Mitglied / Ruhestand ab 1. April 1960                              | [ 4 ]         |
| 1960–1974 | Hans Schröder        | 4. Mai 1960       | per Akklamation                                                                                              | per Akklamation                                                                                              | richterliches Mitglied / Rücktritt zum 30. Juli 1974                             | [ 5 ]         |
| 1960–1974 | Hans Schröder        | 30. November 1960 | einstimmig per Akklamation                                                                                   | einstimmig per Akklamation                                                                                   | richterliches Mitglied / Rücktritt zum 30. Juli 1974                             | [ 6 ]         |
| 1960–1974 | Hans Schröder        | 8. November 1967  | per Akklamation, bei Stimmenthaltung der NPD                                                                 | per Akklamation, bei Stimmenthaltung der NPD                                                                 | richterliches Mitglied / Rücktritt zum 30. Juli 1974                             | [ 7 ]         |
| 1975–1982 | Karl-Heinz Nieders   | 20. Februar 1975  | 95 | 104 | richterliches Mitglied                                                           | [ 8 ] [ 9 ]   |
| 1975–1982 | Karl-Heinz Nieders   | 28. Februar 1980  | 98 | 102 | richterliches Mitglied                                                           | [ 10 ]        |
| 1982–1988 | Gerhard Kleinschmidt | 7. Juni 1982      | 87 | 105 | richterliches Mitglied / verstorben am 2. Oktober 1988                           | [ 11 ] [ 12 ] |
| 1982–1988 | Gerhard Kleinschmidt | 12. Mai 1987      | 101 | 108 | richterliches Mitglied / verstorben am 2. Oktober 1988                           | [ 13 ] [ 14 ] |
| 1988–1994 | Erwin Trapp          | 24. November 1988 | 88 | 97 | nicht richterliches Mitglied / Amtsniederlegung zum 3. Mai 1994                  | [ 15 ]        |
| 1988–1994 | Erwin Trapp          | 29. März 1990     | 85 | 102 | nicht richterliches Mitglied / Amtsniederlegung zum 3. Mai 1994                  | [ 16 ]        |
| 1994–1996 | Horst Henrichs       | 3. Mai 1994       | 102 | | richterliches Mitglied / Amtsniederlegung zum 11. Dezember 1996                  | [ 17 ]        |
| 1996–1999 | Klaus Lange          | 11. Dezember 1996 | 75 | 105 | nicht richterliches Mitglied                                                     | [ 18 ]        |
| 1999–2003 | Klaus Lange          | 23. Juni 1999     | per Akklamation                                                                                              | per Akklamation                                                                                              | nicht richterliches Mitglied                                                     | [ 19 ]        |
| 2003–2008 | Günter Paul          | 5. Juni 2003      | 91 | 107 | nicht richterliches Mitglied                                                     | [ 20 ] [ 21 ] |
| 2008–2009 | Klaus Lange          | 3. Juni 2008      | einstimmig per Akklamation                                                                                   | einstimmig per Akklamation                                                                                   | nicht richterliches Mitglied                                                     | [ 22 ] [ 23 ] |
| 2009–2017 | Günter Paul          | 1. April 2009     | 111 | 115 | nicht richterliches Mitglied                                                     | [ 24 ]        |
| 2009–2017 | Günter Paul          | 2. April 2014     | per Akklamation, bei Enthaltung der Fraktionen Die Linke und der FDP / Wahl wurde angefochten und wiederholt | per Akklamation, bei Enthaltung der Fraktionen Die Linke und der FDP / Wahl wurde angefochten und wiederholt | nicht richterliches Mitglied                                                     | [ 25 ] [ 26 ] |
| 2009–2017 | Günter Paul          | 15. Oktober 2014  | per Akklamation                                                                                              | per Akklamation                                                                                              | nicht richterliches Mitglied / Amtsniederlegung zum 31. Dezember 2016            | [ 27 ]        |
| 2017–2022 | Roman Poseck         | 25. Januar 2017   | per Akklamation, bei Enthaltung der Fraktion Die Linke                                                       | per Akklamation, bei Enthaltung der Fraktion Die Linke                                                       | nicht richterliches Mitglied / Ernennung zum Minister der Justiz am 31. Mai 2022 | [ 29 ]        |
| 2017–2022 | Roman Poseck         | 2. April 2019     | per Akklamation                                                                                              | per Akklamation                                                                                              | nicht richterliches Mitglied / Ernennung zum Minister der Justiz am 31. Mai 2022 | [ 30 ]        |
| 2022–2024 | Wilhelm Wolf         | 12. Juli 2022     | per Akklamation                                                                                              | |                                                                                  | [ 28 ]        |

## Vizepräsidenten
| Amtszeit  | Name               | Wahl              | Wahl                                                                                | Wahl                                                                                | Bemerkung                                                          | Q                   |
| Amtszeit  | Name               | am …              | Ja-Stimmen                                                                          | Gültige Stimmen                                                                     | Bemerkung                                                          | Q                   |
| --------- | ------------------ | ----------------- | ----------------------------------------------------------------------------------- | ----------------------------------------------------------------------------------- | ------------------------------------------------------------------ | ------------------- |
| 1948–1951 | Ludwig Engel       | 13. Oktober 1948  | 64                                                                                  | 67                                                                                  | nicht richterliches Mitglied                                       | [ 2 ] [ 3 ]         |
| 1951–1955 | Erich Lewinski     | 11. April 1951    | einstimmig per Akklamation                                                          | einstimmig per Akklamation                                                          | richterliches Mitglied                                             | [ 31 ]              |
| 1951–1955 | Erich Lewinski     | 23. Januar 1952   | einstimmig per Akklamation                                                          | einstimmig per Akklamation                                                          | richterliches Mitglied                                             | [ 32 ]              |
| 1955–1960 | Hans Schröder      | 30. November 1955 | einstimmig per Akklamation                                                          | einstimmig per Akklamation                                                          | richterliches Mitglied / Präsident seit 4. Mai 1960                | [ 4 ]               |
| 1960–1966 | Ludwig             | 4. Mai 1960       | einstimmig per Akklamation                                                          | einstimmig per Akklamation                                                          | richterliches Mitglied / in Ruhestand seit 30. Juni 1966           | [ 5 ] [ 33 ] [ 34 ] |
| 1960–1966 | Ludwig             | 16. Februar 1966  | einstimmig per Akklamation                                                          | einstimmig per Akklamation                                                          | richterliches Mitglied / in Ruhestand seit 30. Juni 1966           | [ 5 ] [ 33 ] [ 34 ] |
| 1966–1975 | Walter Karnath     | 29. Juni 1966     | einstimmig per Akklamation                                                          | einstimmig per Akklamation                                                          | richterliches Mitglied                                             | [ 34 ]              |
| 1966–1975 | Walter Karnath     | 8. November 1967  | per Akklamation, bei Stimmenthaltung der NPD                                        | per Akklamation, bei Stimmenthaltung der NPD                                        | richterliches Mitglied                                             | [ 7 ]               |
| 1975–1982 | Rudolf Mädrich     | 20. Februar 1975  | 103                                                                                 | 104                                                                                 | richterliches Mitglied / verstorben am 7. Juli 1982                | [ 8 ]               |
| 1983–1987 | Rut Sturm-Wittrock | 2. März 1983      | 99                                                                                  | 108                                                                                 | richterliches Mitglied                                             | [ 35 ]              |
| 1987–1988 | Erwin Trapp        | 12. Mai 1987      | 96                                                                                  | 107                                                                                 | richterliches Mitglied / Wahl zum Präsidenten am 24. November 1988 | [ 13 ] [ 15 ]       |
| 1988–1994 | Horst Henrichs     | 24. November 1988 | 79                                                                                  | 101                                                                                 | richterliches Mitglied / Wahl zum Präsidenten am 3. Mai 1994       | [ 15 ] [ 17 ]       |
| 1994–2000 | Helmut Wilhelm     | 3. Mai 1994       | 101                                                                                 |                                                                                     | richterliches Mitglied                                             | [ 17 ]              |
| 1994–2000 | Helmut Wilhelm     | 23. April 1997    | 93                                                                                  | 108                                                                                 | richterliches Mitglied                                             | [ 36 ]              |
| 2000–2014 | Wolfgang Teufel    | 17. Mai 2000      | per Akklamation                                                                     | per Akklamation                                                                     | nicht richterliches Mitglied                                       | [ 37 ]              |
| 2000–2014 | Wolfgang Teufel    | 5. Juni 2003      | 62                                                                                  | 107                                                                                 | nicht richterliches Mitglied                                       | [ 38 ] [ 21 ]       |
| 2000–2014 | Wolfgang Teufel    | 3. Juni 2008      | per Akklamation, bei Enthaltung der Linken                                          | per Akklamation, bei Enthaltung der Linken                                          | nicht richterliches Mitglied                                       | [ 39 ] [ 23 ]       |
| 2000–2014 | Wolfgang Teufel    | 1. April 2009     | 115                                                                                 | 115                                                                                 | nicht richterliches Mitglied                                       | [ 24 ]              |
| 2014–2024 | Ute Sacksofsky     | 2. April 2014     | per Akklamation, bei Enthaltung der FDP / die Wahl wurde angefochten und wiederholt | per Akklamation, bei Enthaltung der FDP / die Wahl wurde angefochten und wiederholt | nicht richterliches Mitglied                                       | [ 25 ] [ 26 ]       |
| 2014–2024 | Ute Sacksofsky     | 15. Oktober 2014  | per Akklamation, bei Enthaltung der FDP                                             | per Akklamation, bei Enthaltung der FDP                                             | nicht richterliches Mitglied                                       | [ 27 ]              |
| 2014–2024 | Ute Sacksofsky     | 2. April 2019     | per Akklamation                                                                     | per Akklamation                                                                     | nicht richterliches Mitglied                                       | [ 30 ]              |

## Richterliche Mitglieder
„Nach § 5 Abs. 2 des Gesetzes über den Staatsgerichtshof in der Fassung vom 19. Januar 2002, geändert durch Gesetz vom 1. Oktober 2002, wird die Wahl der richterlichen Mitglieder durch einen aus seiner Mitte gewählten Wahlausschuss vollzogen. Dieser besteht aus acht Abgeordneten, die aufgrund von Vorschlagslisten entsprechend dem in § 10 Abs. 3 Landtagwahlgesetz beschriebenen Verfahren – nämlich nach Hare/Niemeyer – ermittelt werden.“
Gemäß § 2 Absatz 1 des Gesetzes über den Staatsgerichtshof wählt das Wahlmänner-Gremium jeweils fünf – in den Staatsgerichtshof für das Land Hessen für die Dauer von sieben Jahren. Damit ein Jurist als richterliches Mitglied wählbar ist, muss er im Landesdienst (einem Beschäftigungsverhältnis von Beamten, Angestellten und Arbeitern in den Verwaltungen und Institutionen eines Bundeslandes) sein.
| Gruppe | Wahlperiode | Richter                                                                                 | Beruf / Tätigkeit / Wohnort                                                                                  | Erster Stellvertreter                                                | Zweiter Stellvertreter                                   | Wahl am …          | Amtszeit                                   | Amtszeit                               | Bemerkung | Q                           |
| Gruppe | Wahlperiode | Richter                                                                                 | Beruf / Tätigkeit / Wohnort                                                                                  | Erster Stellvertreter                                                | Zweiter Stellvertreter                                   | Wahl am …          | Beginn                                     | Ende                                   | Bemerkung | Q                           |
| ------ | ----------- | --------------------------------------------------------------------------------------- | --- | -------------------------------------------------------------------- | -------------------------------------------------------- | ------------------ | ------------------------------------------ | -------------------------------------- | --- | --------------------------- |
| 1      | 1948–1951   | Erich Lewinski                                                                          | Landgerichtsdirektor, Kassel                                                                                 | Ludwig                                                               | Otto Ortweiler                                           | 12. Oktober 1948   | 3. November 1948                           | 23. Januar 1952                        | Lewinski ist Vizepräsident seit 11. April 1951                                                                                             |                             |
| 1      | 1948–1951   | Otto Nickel                                                                             | Amtsgerichtsrat, Weilburg                                                                                    | Kant                                                                 | Kurt Kotzmann                                            | 12. Oktober 1948   | 3. November 1948                           | 23. Januar 1952                        | |                             |
| 2      | 1948–1953   | Werner Fischer                                                                          | Oberverwaltungsgerichtsrat, Kassel                                                                           | Hellmuth Scharnitzki                                                 | Walter Ascher                                            | 12. Oktober 1948   | 3. November 1948                           |                                        | |                             |
| 2      | 1948–1953   | Hans Schröder                                                                           | Oberlandesgerichtsrat, Frankfurt am Main                                                                     | Engelbert Pawlik                                                     | Hans Hofmeyer                                            | 12. Oktober 1948   | 3. November 1948                           |                                        | |                             |
| 3      | 1948–1955   | Karl Lehr                                                                               | Landgerichtspräsident, Limburg                                                                               | Josef Hornef                                                         | Kurt Pagendarm                                           | 12. Oktober 1948   | 3. November 1948                           | 30. November 1955                      | Lehr ist Präsident seit 13. Oktober 1948                                                                                                   |                             |
| 1      | 1952–1959   | Erich Lewinski                                                                          | Landgerichtspräsident, Kassel                                                                                | Ludwig Goldschmidt                                                   | Otto Ortweiler                                           | 18. Januar 1952    | 23. Januar 1952                            | 30. November 1955                      | Lewinski wurde am 23. Januar 1952 als Vizepräsident bestätigt und schied im November 1955 aus                                              |                             |
| 1      | 1952–1959   | Otto Nickel                                                                             | Landgerichtsdirektor, Wiesbaden                                                                              | Kurt Kotzmann                                                        | Rothe                                                    | 18. Januar 1952    | 23. Januar 1952                            | 25. Februar 1959                       | |                             |
| 1      | 1952–1959   | Ludwig Goldschmidt                                                                      | Senatspräsident                                                                                              | Otto Ortweiler                                                       | Richard van Basshuysen                                   | 30. November 1955  | 30. November 1955                          | 25. Februar 1959                       | Goldschmidt ist Nachrücker für Lewinski |                             |
| 2      | 1953–1960   | Felix Lesser                                                                            | Präsident des Landgerichts Hanau                                                                             | Richard Krebs                                                        | Ludwig Boersch                                           | 1953               |                                            | 31. März 1960                          | Lesser ist Präsident seit 30. November 1955 und im Ruhestand ab 1. April 1960                                                              |                             |
| 2      | 1953–1960   | Richard Krebs                                                                           | Oberlandesgerichtsrat                                                                                        | Ludwig Boersch                                                       | Erich Nazarenus                                          | 3. Mai 1960        | 4. Mai 1960                                | 3. November 1960                       | Krebs ist Nachrücker für Lesser |                             |
| 2      | 1953–1960   | Hans Schröder                                                                           | Landgerichtspräsident                                                                                        | Engelbert Pawlik                                                     | Hans Hofmeyer                                            | 1953               |                                            | 3. November 1960                       | Schröder ist Vizepräsident seit 30. November 1955 und Präsident seit 4. Mai 1960                                                           |                             |
| 3      | 1955–1963   | Alfred Petzold                                                                          | Senatspräsident                                                                                              | Josef Hornef                                                         | Orb                                                      | 30. November 1955  | 30. November 1955                          | 30. Mai 1963                           | |                             |
| 1      | 1959–1966   | Ludwig                                                                                  | Senatspräsident                                                                                              | Richard van Basshuysen                                               | Hans Gustav Joachim (vereidigt am 25. Feb. 1959)         | 17. Februar 1959   | 25. Februar 1959                           | 16. Februar 1966                       | seit 4. Mai 1960 Vizepräsident |                             |
| 1      | 1959–1966   | Hans Dietrich Schmidt                                                                   | Senatspräsident                                                                                              | Karl-Heinz Nieders                                                   | Hans Dombrowski                                          | 17. Februar 1959   | 25. Februar 1959                           | 16. Februar 1966                       | |                             |
| 2      | 1960–1967   | Hans Schröder                                                                           | Landgerichtspräsident                                                                                        | Ludwig Boersch                                                       | Erich Nazarenus                                          | 25. Oktober 1960   | 30. November 1960                          | 8. November 1967                       | Schröder ist Präsident durch die Wahlen am 4. Mai 1960 und am 30. November 1960                                                            |                             |
| 2      | 1960–1967   | Engelbert Pawlik                                                                        | Oberlandesgerichtsrat                                                                                        | Walter Karnath                                                       | Wirtz                                                    | 25. Oktober 1960   | 30. November 1960                          |                                        | |                             |
| 2      | 1960–1967   | Walter Karnath                                                                          | Amtsgerichtspräsident                                                                                        | Wirtz                                                                | Kerner                                                   |                    |                                            | 8. November 1967                       | Karnath ist seit 1966 Vizepräsident |                             |
| 3      | 1963–1970   | Hans Gustav Joachim                                                                     | Präsident des Landesarbeitsgerichts, Frankfurt am Main                                                       |                                                                      |                                                          | 30. April 1963     | 30. April 1963                             | 8. Juli 1970                           | |                             |
| 1      | 1966–1973   | Ludwig                                                                                  | Senatspräsident                                                                                              | Rut Wittrock                                                         | Heinz Fotheringham                                       | 25. Jan. 1966      | 16. Feb. 1966                              | 30. Juni 1966                          | Ludwig war seit 1962 Vizepräsident / seit 1966 in Ruhestand                                                                                |                             |
| 1      | 1966–1973   | Karl-Heinz Nieders                                                                      | Oberverwaltungsgerichtsrat                                                                                   | Dombrowski                                                           | Wera May                                                 | 25. Jan. 1966      | 16. Feb. 1966                              | 28. März 1973                          | |                             |
| 1      | 1966–1973   | Rut Wittrock                                                                            | Oberverwaltungsgerichtsrätin                                                                                 | Heinz Fotheringham                                                   | Schwarzkopf                                              | 29. Juni 1966      | 21. Sep. 1966                              | 28. März 1973                          | Wittrock ist Nachrückerin für Ludwig |                             |
| 2      | 1967–1974   | Hans Schröder                                                                           | Landgerichtspräsident                                                                                        | Ludwig Boersch                                                       | Schwab                                                   | 24. Okt. 1967      | 8. Nov. 1967                               | 20. Feb. 1975                          | |                             |
| 2      | 1967–1974   | Walter Karnath                                                                          | Präsident des Amtsgerichts Frankfurt am Main                                                                 | Wirte                                                                | Hodes                                                    | 24. Okt. 1967      | 8. Nov. 1967                               | 20. Feb. 1975                          | Karnath ist seit 1966 Vizepräsident |                             |
| 3      | 1970–1977   | Hans Gustav Joachim                                                                     | Präsident des Landesarbeitsgerichts, Frankfurt am Main                                                       |                                                                      |                                                          | 8. Juli 1970       | 8. Juli 1970                               |                                        | |                             |
| 1      | 1973–1980   | Rut Sturm-Wittrock                                                                      | Vorsitzende Richterin am Hessischen Verwaltungsgerichtshof                                                   | Schwarzkopf                                                          | Luyken                                                   | 14. Feb. 1973      | 28. März 1973                              | 28. Feb. 1980                          | |                             |
| 1      | 1973–1980   | Karl-Heinz Nieders                                                                      | Präsident des Hessischen Verwaltungsgerichtshofs Kassel                                                      | Gerhard Kleinschmidt                                                 | Herzing                                                  | 14. Feb. 1973      | 28. März 1973                              | 28. Feb. 1980                          | Wahl zum Vizepräsidenten am 12. März 1975                                                                                                  |                             |
| 2      | 1975–1983   | Rudolf Mädrich                                                                          | Präsident des Landgerichts Limburg                                                                           |                                                                      |                                                          | 19. Feb. 1975      | 20. Feb. 1975                              | 7. Juli 1982                           | verstorben am 7. Juli 1982 |                             |
| 2      | 1975–1983   | Wagenknecht                                                                             | |                                                                      |                                                          | 19. Feb. 1975      | 20. Feb. 1975                              | 1982                                   | |                             |
| 2      | 1975–1983   | Helmut Wilhelm                                                                          | |                                                                      |                                                          | 13. März 1976      | 15. März 1976                              | 2. März 1983                           | |                             |
| 3      | 1977–1984   | Siebert                                                                                 | |                                                                      |                                                          |                    |                                            | 5. Juli 1984                           | |                             |
| 1      | 1980–1987   | Karl-Heinz Nieders                                                                      | Präsident des Hessischen Verwaltungsgerichtshofs Kassel                                                      | Gerhard Kleinschmidt                                                 |                                                          | 27. Feb. 1980      | 28. Feb. 1980                              | 8. Juni 1982                           | Ausscheiden wegen Amtsniederlegung der Präsidentschaft am Hessischen Verwaltungsgerichtshof zum 31. Juli 1982                              |                             |
| 1      | 1980–1987   | Rut Sturm-Wittrock                                                                      | Vorsitzende Richterin am Hessischen Verwaltungsgerichtshof                                                   | Felizitas Fertig (erstmals vereidigt am 11. Juni 1986)               |                                                          | 27. Februar 1980   | 28. Februar 1980                           | 2. Oktober 1988                        | Wittrock wurde am 2. März 1983 zur Vizepräsidentin gewählt                                                                                 |                             |
| 1      | 1980–1987   | Gerhard Kleinschmidt                                                                    | Präsident des Amtsgerichts Kassel, SPD-Mitglied                                                              | Manfred Voucko                                                       | Naumann                                                  | 8. Juni 1982       | 1. August 1982                             | 2. Oktober 1988                        | Kleinschmidt trat als Nachfolger von Nieders an und war ab 1. August 1982 Präsident / verstorben am 2. Oktober 1988                        |                             |
| 2      | 1983–1990   | Helmut Wilhelm                                                                          | |                                                                      |                                                          | 2. März 1983       | 2. März 1983                               | 29. März 1990                          | |                             |
| 2      | 1983–1990   | Erwin Trapp                                                                             | | Rudolf Rainer                                                        |                                                          | 2. März 1983       | 2. März 1983                               | 29. März 1990                          | Trapp wechselte vom nicht richterlichen Mitglied zum richterlichen Mitglied                                                                |                             |
| 3      | 1984–1991   | Siebert                                                                                 | |                                                                      |                                                          | 5. Juli 1984       | 6. Juli 1984                               |                                        | |                             |
| 1      | 1987–1994   | Horst Henrichs                                                                          | Präsident des Oberlandesgerichts Frankfurt am Main                                                           |                                                                      |                                                          | 11. März 1987      | 12. März 1987                              | 16. März 1994                          | Seit 24. Nov. 1988 war Henrichs Vizepräsident                                                                                              |                             |
| 1      | 1987–1994   | Felizitas Fertig                                                                        | Präsidentin des Verwaltungsgerichts Kassel                                                                   |                                                                      |                                                          | 2. Okt. 1988       | 2. Okt. 1988                               | 16. März 1994                          | |                             |
| 2      | 1990–1997   | Helmut Wilhelm                                                                          | | Wilhelm Nassauer (stellvertr. Mitglied seit Mär. 1994)               |                                                          | 27. März 1990      | 29. März 1990                              | 23. Apr. 1997                          | Seit 3. Mai 1994 war Wilhelm Vizepräsident                                                                                                 | [ 51 ]                      |
| 2      | 1990–1997   | Erwin Trapp                                                                             | | Rudolf Rainer (wurde am 26. Jan. 1995 erstmalig vereidigt)           |                                                          | 27. März 1990      | 29. März 1990                              | 3. Mai 1994                            | Trapp legte zum 3. Mai 1994 das Amt nieder                                                                                                 | [ 51 ]                      |
| 2      | 1990–1997   | [ 52 ]                                                                                  | |                                                                      |                                                          |                    |                                            |                                        | |                             |
| 3      | 1991–1998   | Manfred Voucko                                                                          | Verwaltungsgerichtshof Kassel                                                                                | Ferdinand Georgen                                                    | Bernhard Heitsch                                         | 20. Aug. 1991      | 21. Aug. 1991                              | 29. Okt. 1998                          | Seit 21. Aug. 1991 war Voucko richterliches Mitglied                                                                                       |                             |
| 1      | 1994–2001   | Horst Henrichs                                                                          | Präsident des Oberlandesgerichts Frankfurt am Main                                                           | Dieter Löber                                                         | Georg Schmidt-von Rhein                                  | 15. März 1994      | 16. März 1994                              | 11. Dez. 1996                          | Seit 3. Mai 1994 ist Henrichs Präsident / Amtsniederlegung zum 11. Dez. 1996                                                               |                             |
| 1      | 1994–2001   | Felizitas Fertig                                                                        | Präsidentin Verwaltungsgericht Kassel                                                                        |                                                                      | Ursula Kraemer (Kraemer wurde am 16. Mai 2001 vereidigt) | 15. März 1994      | 16. März 1994                              | 26. September 2001                     | |                             |
| 1      | 1994–2001   | Dieter Löber                                                                            | | Georg Schmidt-von Rhein                                              |                                                          | 1997               |                                            | 31. Okt. 1997                          | |                             |
| 1      | 1994–2001   | Georg Schmidt-von Rhein                                                                 | |                                                                      |                                                          |                    |                                            |                                        | |                             |
| 1      | 1994–2001   | Johann Nikolaus Scheuer (stellvertr. Mitglied vom 17. Mai 2000, vereidigt im Jan. 2001) | | 1. Nov. 1997                                                         | 1. Nov. 1997                                             | 25. Sep. 2001      | Schmidt-von Rhein war Nachrücker für Löber |                                        | |                             |
| 2      | 1997–2004   | Helmut Wilhelm                                                                          | | Wilhelm Nassauer (erstmals vereidigt Okt. 1997)                      |                                                          | 27. Mär. 1997      | 27. Mär. 1997                              | 30. Apr. 2000                          | Wilhelm trat am 30. April 2000 in den Ruhestand                                                                                            |                             |
| 2      | 1997–2004   | Rudolf Rainer                                                                           | | Adolf Tausch                                                         | Hans-Henning Lohmann                                     | 23. Apr. 1997      | 23. April 1997                             | 22. April 2004                         | |                             |
| 2      | 1997–2004   | Wilhelm Nassauer                                                                        | | Petra Schott-Pfeifer                                                 | Thomas Aumüller                                          | 17. Mai 2000       | 1. Mai 2000                                | 22. April 2004                         | Nassauer war Nachrücker für Wilhelm | [ 59 ] [ 57 ]               |
| 3      | 1998–2005   | Manfred Voucko                                                                          | Verwaltungsgerichtshof Kassel                                                                                | Ferdinand Georgen                                                    | Bernhard Heitsch                                         | 29. Okt. 1998      | 29. Okt. 1998                              | 31. Mai 2001                           | |                             |
| 3      | 1998–2005   | Ferdinand Georgen                                                                       | | Georg D. Falk                                                        | Rainer Mößinger                                          | 1. Jun. 2001       | 1. Jun. 2001                               |                                        | |                             |
| 3      | 1998–2005   | Georg D. Falk                                                                           | Richter am Oberlandesgericht Frankfurt am Main                                                               | Rainer Mößinger                                                      | Yvonne Ott                                               | 11. Sep. 2002      | 11. Sep. 2002                              | 2005                                   | | [ 61 ]                      |
| 1      | 2001–2008   | Felizitas Fertig                                                                        | Präsidentin des Verwaltungsgerichts Kassel                                                                   | Harald Klein                                                         | Ursula Kraemer                                           | 26. Sep. 2001      | 26. Sep. 2001                              | 31. Mai 2004                           | Fertig trat am 31. Mai 2004 in den Ruhestand                                                                                               | [ 63 ]                      |
| 1      | 2001–2008   | Ekkehard Bombe                                                                          | Präsident am Landgericht Wiesbaden                                                                           | Michaela Kilian-Bock (erstmals vereidigt am 8. Sep. 2004)            | Ralph Gatzka                                             | 26. Sep. 2001      | 26. Sep. 2001                              |                                        | | [ 57 ]                      |
| 1      | 2001–2008   | Harald Klein                                                                            | Richter und Vizepräsident Verwaltungsgerichtshof Kassel / Präsident Hessisches Landessozialgericht Darmstadt | Ursula Kraemer                                                       | Sieglinde Michalik                                       | 17. Jul. 2002      | 17. Jul. 2002                              | 31. Mär. 2009                          | Klein war Nachrücker für Bombe | [ 61 ] [ 64 ]               |
| 1      | 2001–2008   | Michaela Kilian-Bock                                                                    | | Ralph Gatzka                                                         |                                                          | 1. Jan. 2005       | 1. Jan. 2005                               | 27. Apr. 2005                          | Kilian-Bock war Nachrückerin für Bombe | [ 65 ]                      |
| 1      | 2001–2008   | Michaela Kilian-Bock                                                                    | Dagmar Rechenbach                                                                                            | Ralph Gatzka                                                         | 27. Apr. 2005                                            | 27. Apr. 2005      | 31. März 2009                              |                                        | [ 65 ] |                             |
| 2      | 2004–2011   | Elisabeth Buchberger                                                                    | Vizepräsidentin am Verwaltungsgericht, Frankfurt am Main                                                     | Wilhelm Nassauer (erstmal vereidigt im Okt. 2007)                    |                                                          | Mär. 2004          | Mär. 2004                                  |                                        | Buchberger wechselte am 13. Oktober 2005 von der Gruppe der nicht richterlichen Mitglieder                                                 | [ 50 ] [ 66 ] [ 67 ] [ 24 ] |
| 2      | 2004–2011   | Wilhelm Nassauer                                                                        | | Petra Schott-Pfeifer                                                 | Thomas Aumüller (gewählt Okt. 2007)                      | 12. Mai 2004       | 12. Mai 2004                               | Sep. 2008                              | | [ 61 ] [ 65 ]               |
| 2      | 2004–2011   | Wilhelm Nassauer                                                                        | Christiane Loizides (gewählt Sep. 2008)                                                                      | Petra Schott-Pfeifer                                                 |                                                          |                    | 12. Mai 2011                               | Loizides war Nachrückerin für Aumüller | [ 65 ] [ 67 ] |                             |
| 2      | 2004–2011   | Karin Wolski                                                                            | Vizepräsidentin des Hessischen Verwaltungsgerichts, CDU-Mitglied                                             | Hans-Henning Lohmann                                                 | Johann Nikolaus Scheuer                                  | 12. Mai 2004       | 12. Mai 2004                               | 26. Mai 2010                           | Wolski wechselte am 12. Mai 2004 vom nicht richterlichen Mitglied zum richterlichen Mitglied / Wolski legte ihr Amt am 26. Mai 2010 nieder | [ 62 ] [ 61 ] [ 65 ] [ 69 ] |
| 2      | 2004–2011   | Johann Nikolaus Scheuer                                                                 | Mitglied des Präsidiums des Oberlandesgerichts Frankfurt am Main                                             | Wilhelm Wolf                                                         | Frank Oehm                                               | 2006               |                                            | 19. Mai 2011                           | Scheuer trat die Nachfolge von Wolski an                                                                                                   | [ 56 ] [ 68 ] [ 50 ]        |
| 3      | 2005–2012   | Georg Dietrich Falk                                                                     | Vorsitzender Richter am Oberlandesgericht Frankfurt am Main                                                  | Rainer Mößinger                                                      | Yvonne Ott                                               | 2005               | 2005                                       | 3. Juni 2008                           | Ott wechselt am 3. Juni 2008 zum stellvertretenden nicht richterlichen Mitglied                                                            | [ 61 ] [ 65 ]               |
| 3      | 2005–2012   | Georg Dietrich Falk                                                                     | Vorsitzender Richter am Oberlandesgericht Frankfurt am Main                                                  | Rainer Mößinger                                                      | Jürgen Gasper (erstmals vereidigt am 8. Jun. 2011)       | 13. September 2006 |                                            | 29. Oktober 2012                       | | [ 60 ] [ 24 ] [ 65 ] [ 67 ] |
| 1      | 2009–2016   | Michaela Kilian-Bock                                                                    | | Ralph Gatzka                                                         | Dagmar Rechenbach                                        | 1. April 2009      | 1. April 2009                              | 31. Mär. 2016                          | |                             |
| 1      | 2009–2016   | Harald Klein                                                                            | | Ursula Kraemer (vertritt Klein am 13. Mär. 2013 und am 21. Mai 2013) | Sieglinde Michalik                                       | 1. April 2009      | 1. April 2009                              | 2014                                   | |                             |
| 1      | 2009–2016   | Ursula Kraemer                                                                          | |                                                                      |                                                          | 2014               | 2014                                       | 31. Mär. 2016                          | |                             |
| 2      | 2011–2018   | Johann Nikolaus Scheuer                                                                 | Präsident des Landgerichts Frankfurt am Main                                                                 | Wilhelm Wolf (erstmalig vereidigt am 31. Jan. 2012)                  | Frank Oehm                                               | 18. Mai 2011       | 19. Mai 2011                               | 30. Nov. 2015                          | Scheuer trat am 30. November 2015 in den Ruhestand                                                                                         | [ 56 ]                      |
| 2      | 2011–2018   | Wilhelm Nassauer                                                                        | | Petra Schott-Pfeifer                                                 | Christiane Loizides                                      | 18. Mai 2011       | 19. Mai 2011                               | 2014                                   | |                             |
| 2      | 2011–2018   | Wilhelm Wolf                                                                            | Präsident des Landgerichts Frankfurt am Main                                                                 | Frank Oehm                                                           |                                                          | 1. Dez. 2015       | 1. Dez. 2015                               | 23. Mai 2018                           | Wolf war Nachrücker für Scheuer |                             |
| 2      | 2011–2018   | Dirk Liebermann                                                                         | | Petra Schott-Pfeifer                                                 | Christiane Loizides                                      | 13. Jul. 2016      | 13. Juli 2016                              | 23. Mai 2018                           | |                             |
| 3      | 2012–2019   | Georg D. Falk                                                                           | Vorsitzender Richter am Oberlandesgericht Frankfurt am Main                                                  |                                                                      |                                                          | 26. Sep. 2012      | 27. Sep. 2012                              | 14. Okt. 2014                          | Falk wechselt 2014 in die Gruppe der nicht richterlichen Mitglieder                                                                        |                             |
| 3      | 2012–2019   | Jürgen Gasper                                                                           | Vorsitzender Richter am Verwaltungsgericht Darmstadt                                                         | Christine Schmidt                                                    | Jens-Daniel Braun                                        | 2014               | 2014                                       | 12. Nov. 2020                          | Gasper war Nachrücker für Falk; Schmidt und Braun wurden neu gewählt                                                                       | [ 75 ]                      |
| 1      | 2016–2023   | Michaela Kilian-Bock                                                                    | Direktorin des Amtsgerichts Bad Hersfeld                                                                     | Nicole Demme                                                         | Gesine Wilke                                             | 9. Mär. 2016       | 10. Mär. 2016                              | 31. Mär. 2023                          | |                             |
| 1      | 2016–2023   | Ursula Kraemer                                                                          | Vorsitzende Richterin beim Verwaltungsgericht Wiesbaden                                                      |                                                                      |                                                          | 9. Mär. 2016       | 10. Mär. 2016                              | 15. Mär. 2017                          | |                             |
| 1      | 2016–2023   | Lothar Fischer                                                                          | Vorsitzender Richter am Hessischen Verwaltungsgerichtshof in Kassel                                          | Mathias Metzner                                                      | Linda Gudrun Lies-Benachib                               | 15. Mär. 2017      | 15. Mär. 2017                              | 31. Mai 2021                           | Fischer wechselte vom stellvertretenden nicht richterlichen Mitglied, war Nachfolger von Kraemer und ging zum 30. April 2021 in Ruhestand  | [ 75 ]                      |
| 1      | 2016–2023   | Mathias Metzner                                                                         | Vizepräsident des Verwaltungsgerichts Kassel                                                                 | Linda Gudrun Lies-Benachib                                           |                                                          | 1. Juni 2021       | 1. Juni 2021                               | 31. Mär. 2023                          | Metzner war Nachrücker für Fischer |                             |
| 2      | 2018–2025   | Wilhelm Wolf                                                                            | Präsident des Landgerichts                                                                                   | Frank Oehm (vertrat Wolf im Jahr 2019)                               | Frank Richter                                            | 25. Apr. 2018      | 23. Mai 2018                               | 18. Apr. 2025                          | | [ 75 ]                      |
| 2      | 2018–2025   | Dirk Liebermann                                                                         | Richter am Oberlandesgericht                                                                                 | Rainold Gerster                                                      | Erich Fischer                                            | 25. Apr. 2018      | 23. Mai 2018                               | 18. Apr. 2025                          | | [ 75 ]                      |
| 3      | 2019–2026   | Jürgen Gasper                                                                           | Vorsitzender Richter am Verwaltungsgericht Darmstadt                                                         | Christine Schmidt                                                    | Jens-Daniel Braun                                        | 30. Sep. 2020      | 12. Nov. 2020                              | 2026                                   | |                             |
| 1      | 2023–2031   | Annett Wunder                                                                           | Richterin am Hessischen Landessozialgericht Darmstadt                                                        |                                                                      |                                                          | 22. Mrz. 2023      | 23. Mrz. 2023                              | 2031                                   | | [ 81 ]                      |
| 1      | 2023–2031   | Harald Wack                                                                             | Präsident des Verwaltungsgerichts Gießen                                                                     |                                                                      |                                                          | 22. Mrz. 2023      | 23. Mrz. 2023                              | 2031                                   | | [ 81 ]                      |

## Nicht richterliche Mitglieder
Gemäß § 2 Abs. 2 des Gesetzes über den Staatsgerichtshof werden zu Beginn jeder Wahlperiode des Hessischen Landtags die nicht richterlichen Mitglieder des Staatsgerichtshof mit einfacher Mehrheit von den Abgeordneten des Hessischen Landtag gewählt. Ihre Amtszeit entspricht der Dauer der Wahlperiode.
| Nr. | Wahlperiode | Richter                                            | Beruf / Tätigkeit / Wohnort | 1. Stellvertreter | 2. Stellvertreter | Wahl                          | Wahl                                                                                 | Wahl            | Wahl            | Amtszeit       | Amtszeit         | Amtszeit |
| Nr. | Wahlperiode | Richter                                            | Beruf / Tätigkeit / Wohnort | 1. Stellvertreter | 2. Stellvertreter | Vorschlag von …               | am …                                                                                 | Ja-Stimmen      | Gültige Stimmen | Beginn         | Ende             | Bemerkung |
| --- | ----------- | -------------------------------------------------- | --- | --- | --- | ----------------------------- | ------------------------------------------------------------------------------------ | --------------- | --------------- | -------------- | ---------------- | --- |
| 1   | 1946–1950   | Ludwig Engel                                       | Rechtsanwalt und Notar, Darmstadt | Theodor Hüpeden | Alfred Kiel | SPD                           | 13. Oktober 1948                                                                     | 36              | 82              | 3. Nov. 1948   | 21. März 1951    | Engel war seit 1948 Vizepräsident                                                                                             |
| 1   | 1946–1950   | Heinrich Düker                                     | Universitätsprofessor, Marburg an der Lahn | Paul Kronberger | Grete Teege | SPD                           | 13. Oktober 1948                                                                     | 36              | 82              | 3. Nov. 1948   | 21. März 1951    | |
| 1   | 1946–1950   | Franz Josef Furtwängler                            | Frankfurt am Main | Elisabeth von Stein | Joachim Bocskowsky | SPD                           | 13. Oktober 1948                                                                     | 36              | 82              | 3. Nov. 1948   | 21. März 1951    | |
| 1   | 1946–1950   | Hans Breitbach                                     | Rechtsanwalt, Frankfurt am Main | Hans Albrecht | Emmy Engel-Hansen | CDU                           | 13. Oktober 1948                                                                     | 23              | 82              | 3. Nov. 1948   | 21. März 1951    | |
| 1   | 1946–1950   | Otto von Sethe                                     | Amtsgerichtsrat, Marburg | Fritz Niepoth | Friedrich Grünewald | CDU                           | 13. Oktober 1948                                                                     | 23              | 82              | 3. Nov. 1948   | 21. März 1951    | |
| 1   | 1946–1950   | Arthur Sellier                                     | Verleger, Haller bei Gelnhausen | Walter Kreßner | Peter Müller | LDP                           | 13. Oktober 1948                                                                     | 13              | 82              | 3. Nov. 1948   | 21. März 1951    | |
| 2   | 1950–1954   | Heinrich Düker                                     | Universitätsprofessor, Marburg an der Lahn | Hermann Schaub | Joachim Bocskowsky | SPD                           | 21. März 1951                                                                        | 75              | 77              |                | 9. Feb. 1955     | |
| 2   | 1950–1954   | Elisabeth von Stein                                | Fritzlar | Theodor Hüpeden | Oswald Dörner | SPD                           | 21. März 1951                                                                        | 77              | 77              |                | 9. Feb. 1955     | |
| 2   | 1950–1954   | Wolfgang Speith                                    | Wiesbaden | Nora Platiel-Block | Alfred Kiel | SPD                           | 21. März 1951                                                                        | 76              | 77              | 11. April 1951 | 9. Feb. 1955     | |
| 2   | 1950–1954   | Arthur Sellier                                     | Verleger, Gelnhausen | Ernst Vollert | Walter Kreßner | FDP, CDU, BHE                 | 21. März 1951                                                                        | 61              | 77              |                | 9. Feb. 1955     | |
| 2   | 1950–1954   | Ernst Engel                                        | Rechtsanwalt und Notar, Frankfurt am Main | Josef Hornef | Friedrich Grünewald | FDP, CDU, BHE                 | 21. März 1951                                                                        | 61              | 77              | 11. April 1951 | 30. Mai 1951     | Hornef ist schon stellvertretendes richterliches Mitglied                                                                     |
| 2   | 1950–1954   | Ernst Engel                                        | Rechtsanwalt und Notar, Frankfurt am Main | Hans Breitbach | Friedrich Grünewald | FDP, CDU, BHE                 | 30. Mai 1951                                                                         | per Akklamation | per Akklamation | 30. Mai 1951   | 9. Feb. 1955     | Hans Breitbach wird Nachfolger von Hornef                                                                                     |
| 2   | 1950–1954   | Herbert Fuchs                                      | Frankfurt am Main | Kurt Meyer | Otto von Sethe | FDP, CDU, BHE                 | 21. März 1951                                                                        | 59              | 77              | 11. Apr. 1951  | 9. Feb. 1955     | |
| 3   | 1954–1958   | Heinrich Düker                                     | Universitätsprofessor, Marburg an der Lahn | Kramer | Vogl (Fulda) | SPD                           | 9. Feb. 1955                                                                         | per Akklamation | per Akklamation | 2. März 1955   | 4. Feb. 1959     | |
| 3   | 1954–1958   | Elisabeth von Stein                                | Fritzlar | Bernhard Ahrens | Anna Peters | SPD                           | 9. Feb. 1955                                                                         | per Akklamation | per Akklamation | 2. März 1955   | 4. Feb. 1959     | |
| 3   | 1954–1958   | Wolfgang Speith                                    | Wiesbaden | Theodor Hüpeden | Joachim Boczkowski | SPD                           | 9. Feb. 1955                                                                         | per Akklamation | per Akklamation | 2. März 1955   | 4. Feb. 1959     | |
| 3   | 1954–1958   | Ernst Engel                                        | Rechtsanwalt und Notar, Frankfurt am Main | Hans Breitbach | Friedrich Grünewald | CDU                           | 9. Feb. 1955                                                                         | per Akklamation | per Akklamation | 2. März 1955   | 4. Feb. 1959     | |
| 3   | 1954–1958   | Helmut Coing                                       | Universitätsprofessor, Frankfurt am Main | Hans-Jürgen Schlochauer | Ernst Raue | CDU                           | 9. Feb. 1955                                                                         | per Akklamation | per Akklamation | 2. März 1955   | 4. Feb. 1959     | |
| 3   | 1954–1958   | Arthur L. Sellier                                  | Verleger, Gelnhausen | Ernst Vollert | Herbert Fuchs | FDP                           | 9. Feb. 1955                                                                         | per Akklamation | per Akklamation | 2. März 1955   | 27. März 1957    | Sellier scheidet zum 27. März 1957 aus                                                                                        |
| 3   | 1954–1958   | Ernst Vollert                                      | Bad Hersfeld | Herbert Fuchs | Gerhard Plock | FDP                           | 27. März 1957                                                                        |                 |                 | 27. März 1957  | 4. Feb. 1959     | Ernst Vollert ist Nachrücker für Sellier                                                                                      |
| 4   | 1958–1962   | Philipp Engelmann                                  | Stadtrat | | | SPD und GB/BHE                | 4. Februar 1959                                                                      | 54              | 94              | 25. Feb. 1959  | 30. Jan. 1963    | |
| 4   | 1958–1962   | Wolfgang Abendroth                                 | Universitätsprofessor | | | SPD und GB/BHE                | 4. Februar 1959                                                                      | 54              | 94              | 25. Feb. 1959  | 30. Jan. 1963    | |
| 4   | 1958–1962   | Bernhard Ahrens                                    | Geschäftsführer | | | SPD und GB/BHE                | 4. Februar 1959                                                                      | 54              | 94              | 25. Feb. 1959  | 30. Jan. 1963    | |
| 4   | 1958–1962   | Karl Kottek                                        | Rechtsanwalt | | | SPD und GB/BHE                | 4. Februar 1959                                                                      | 54              | 94              | 25. Feb. 1959  | 30. Jan. 1963    | |
| 4   | 1958–1962   | Ernst Engel                                        | Rechtsanwalt und Notar, Frankfurt am Main | | | CDU und FDP                   | 4. Februar 1959                                                                      | 40              | 94              | 25. Feb. 1959  | 30. Jan. 1963    | |
| 4   | 1958–1962   | Hans Breitbach                                     | Rechtsanwalt und Notar | | | CDU und FDP                   | 4. Februar 1959                                                                      | 40              | 94              | 25. Feb. 1959  | 30. Jan. 1963    | |
| 5   | 1962–1966   | Fritz Hoch                                         | Regierungspräsident a. D. | | | SPD und GDP/BHE               | 30. Januar 1963                                                                      | 53              | 87              | 30. Apr.1963   | 15. März 1967    | |
| 5   | 1962–1966   | Philipp Engelmann                                  | Direktor | | | SPD und GDP/BHE               | 30. Januar 1963                                                                      | 53              | 87              | 30. Jan. 1963  | 15. März 1967    | |
| 5   | 1962–1966   | Friedrich Wilhelm Reuß                             | | | | SPD und GDP/BHE               | 30. Januar 1963                                                                      | 53              | 87              | 30. Jan. 1963  | 15. März 1967    | |
| 5   | 1962–1966   | Bernhard Ahrens                                    | Geschäftsführer bei Ahrens | | | SPD und GDP/BHE               | 30. Januar 1963                                                                      | 53              | 87              | 30. Jan. 1963  | 15. März 1967    | |
| 5   | 1962–1966   | Ernst Engel                                        | Rechtsanwalt und Notar, Frankfurt am Main | | | CDU und FDP                   | 30. Januar 1963                                                                      | 34              | 87              | 30. Jan. 1963  | 15. März 1967    | |
| 5   | 1962–1966   | Hans Breitbach                                     | Rechtsanwalt und Notar | | | CDU und FDP                   | 30. Januar 1963                                                                      | 34              | 87              | 30. Jan. 1963  | 15. März 1967    | |
| 6   | 1966–1970   | Friedrich Wilhelm Reuß                             | | | | SPD                           | 15. März 1967                                                                        | 47              | 88              | 26. April 1967 | 24. März 1971    | |
| 6   | 1966–1970   | Nora Platiel                                       | Landgerichtsdirektorin i. R. | | | SPD                           | 15. März 1967                                                                        | 47              | 88              | 26. April 1967 | 24. März 1971    | |
| 6   | 1966–1970   | Philipp Engelmann                                  | Direktor | | | SPD                           | 15. März 1967                                                                        | 47              | 88              | 26. April 1967 | 24. März 1971    | |
| 6   | 1966–1970   | Ernst Engel                                        | Rechtsanwalt und Notar, Frankfurt am Main | | | CDU und FDP                   | 15. März 1967                                                                        | 41              | 88              | 26. April 1967 | 24. März 1971    | |
| 6   | 1966–1970   | Hans Breitbach                                     | Rechtsanwalt und Notar | | | CDU und FDP                   | 15. März 1967                                                                        | 41              | 88              | 26. April 1967 | 24. März 1971    | |
| 6   | 1966–1970   | Virgilio Rolleri                                   | Rechtsanwalt und Notar | | | CDU und FDP                   | 15. März 1967                                                                        | 41              | 88              | 26. April 1967 | 24. März 1971    | |
| 7   | 1970–1974   | Hans Mangold (erstmals vereidigt am 29. Jun. 1966) | Direktor | | | SPD                           | 24. März 1971                                                                        | 61              | 104             | 25. März 1971  | 20. Februar 1975 | |
| 7   | 1970–1974   | Fritz Opel                                         | | | | SPD                           | 24. März 1971                                                                        | 61              | 104             | 25. März 1971  | 20. Februar 1975 | |
| 7   | 1970–1974   | Virgilio Rolleri                                   | Rechtsanwalt und Notar | | | SPD                           | 24. März 1971                                                                        | 61              | 104             | 25. März 1971  | 20. Februar 1975 | |
| 7   | 1970–1974   | Heinz Hille                                        | Stadtrat | | | SPD                           | 24. März 1971                                                                        | 61              | 104             | 25. März 1971  | 20. Februar 1975 | |
| 7   | 1970–1974   | Ernst Engel                                        | Rechtsanwalt und Notar, Frankfurt am Main | | | CDU und F.D.P.                | 24. März 1971                                                                        | 43              | 104             | 25. März 1971  | 20. Februar 1975 | |
| 7   | 1970–1974   | Ernst Platner                                      | Rechtsanwalt und Notar, Espenau | | | CDU und F.D.P.                | 24. März 1971                                                                        | 43              | 104             | 25. März 1971  | 20. Februar 1975 | |
| 8   | 1974–1978   | Ernst Platner                                      | Rechtsanwalt und Notar, Espenau | | | CDU                           | 19. Feb. 1975                                                                        | 53              | 109             | 20. Feb. 1975  | 31. Jan- 1979    | |
| 8   | 1974–1978   | Walter Wagenknecht                                 | Darmstadt | | | CDU                           | 19. Feb. 1975                                                                        | 53              | 109             | 20. Feb. 1975  | 31. Jan- 1979    | |
| 8   | 1974–1978   | Erwin Trapp                                        | Wiesbaden-Dotzheim | | | CDU                           | 19. Feb. 1975                                                                        | 53              | 109             | 20. Feb. 1975  | 31. Jan- 1979    | |
| 8   | 1974–1978   | Johannes Knarr                                     | | | | CDU                           | 21. Mär. 1975                                                                        |                 |                 | 21. Mär. 1975  | 31. Jan. 1979    | |
| 8   | 1974–1978   | Johannes Strelitz                                  | Hessischer Justizminister und Innenminister a. D., Wiesbaden                                                                                      | | | SPD und FDP                   | 19. Feb. 1975                                                                        | 56              | 109             | 20. Feb. 1975  |                  | |
| 8   | 1974–1978   | Hans Mangold                                       | Kassel | | | SPD und FDP                   | 19. Feb. 1975                                                                        | 56              | 109             | 20. Feb. 1975  |                  | |
| 8   | 1974–1978   | Virgilio Rolleri                                   | Frankfurt am Main | | | SPD und FDP                   | 19. Feb. 1975                                                                        | 56              | 109             | 20. Feb. 1975  |                  | |
| 9   | 1978–1982   | Ernst Platner                                      | Rechtsanwalt und Notar, Espenau | Felix Reich, Alexander Böhm, Felix Rendtschmidt, Hans Breitbach, Clemens Budde, Bruno Knapp, Rudolf Kraushaar, Max Will, Josef Dillmann, Helmut Schlangenotto, Hellmut Enders | Felix Reich, Alexander Böhm, Felix Rendtschmidt, Hans Breitbach, Clemens Budde, Bruno Knapp, Rudolf Kraushaar, Max Will, Josef Dillmann, Helmut Schlangenotto, Hellmut Enders | CDU                           | 31. Jan. 1979                                                                        | 52              | 109             | 21. März 1979  | 2. März 1983     | |
| 9   | 1978–1982   | Erwin Trapp                                        | Wiesbaden-Dotzheim | Felix Reich, Alexander Böhm, Felix Rendtschmidt, Hans Breitbach, Clemens Budde, Bruno Knapp, Rudolf Kraushaar, Max Will, Josef Dillmann, Helmut Schlangenotto, Hellmut Enders | Felix Reich, Alexander Böhm, Felix Rendtschmidt, Hans Breitbach, Clemens Budde, Bruno Knapp, Rudolf Kraushaar, Max Will, Josef Dillmann, Helmut Schlangenotto, Hellmut Enders | CDU                           | 31. Jan. 1979                                                                        | 52              | 109             | 21. März 1979  | 2. März 1983     | |
| 9   | 1978–1982   | Johannes Knarr                                     | Darmstadt | Felix Reich, Alexander Böhm, Felix Rendtschmidt, Hans Breitbach, Clemens Budde, Bruno Knapp, Rudolf Kraushaar, Max Will, Josef Dillmann, Helmut Schlangenotto, Hellmut Enders | Felix Reich, Alexander Böhm, Felix Rendtschmidt, Hans Breitbach, Clemens Budde, Bruno Knapp, Rudolf Kraushaar, Max Will, Josef Dillmann, Helmut Schlangenotto, Hellmut Enders | CDU                           | 31. Jan. 1979                                                                        | 52              | 109             | 21. März 1979  | 2. März 1983     | |
| 9   | 1978–1982   | Johannes Strelitz                                  | Hessischer Justizminister und Innenminister a. D., Wiesbaden                                                                                      | Karl Hemfler (am 1. November 1979 erstmals vereidigt), Hildegard Pfister, Christian Raabe, Heinz Hille, Helmut Fasshauer, Manfred Fluck, Georg Buch, Günther Metzger, Martin Hesse | Karl Hemfler (am 1. November 1979 erstmals vereidigt), Hildegard Pfister, Christian Raabe, Heinz Hille, Helmut Fasshauer, Manfred Fluck, Georg Buch, Günther Metzger, Martin Hesse | SPD und F.D.P.                | 31. Jan. 1979                                                                        | 57              | 109             | 21. März 1979  | 2. März 1983     | |
| 9   | 1978–1982   | Hans Mangold                                       | Kassel | Karl Hemfler (am 1. November 1979 erstmals vereidigt), Hildegard Pfister, Christian Raabe, Heinz Hille, Helmut Fasshauer, Manfred Fluck, Georg Buch, Günther Metzger, Martin Hesse | Karl Hemfler (am 1. November 1979 erstmals vereidigt), Hildegard Pfister, Christian Raabe, Heinz Hille, Helmut Fasshauer, Manfred Fluck, Georg Buch, Günther Metzger, Martin Hesse | SPD und F.D.P.                | 31. Jan. 1979                                                                        | 57              | 109             | 21. März 1979  | 2. März 1983     | |
| 9   | 1978–1982   | Virgilio Rolleri                                   | Frankfurt am Main | Karl Hemfler (am 1. November 1979 erstmals vereidigt), Hildegard Pfister, Christian Raabe, Heinz Hille, Helmut Fasshauer, Manfred Fluck, Georg Buch, Günther Metzger, Martin Hesse | Karl Hemfler (am 1. November 1979 erstmals vereidigt), Hildegard Pfister, Christian Raabe, Heinz Hille, Helmut Fasshauer, Manfred Fluck, Georg Buch, Günther Metzger, Martin Hesse | SPD und F.D.P.                | 31. Jan. 1979                                                                        | 57              | 109             | 21. März 1979  | 2. März 1983     | |
| 10  | 1982–1983   | Ernst Platner                                      | Rechtsanwalt und Notar, Espenau | Bruno Knapp, Felix Rendtschmidt, Hellmut Enders, Clemens Budde, Rudolf Kraushaar, Max Will, Josef Dillmann, Helmut Schlangenotto | Bruno Knapp, Felix Rendtschmidt, Hellmut Enders, Clemens Budde, Rudolf Kraushaar, Max Will, Josef Dillmann, Helmut Schlangenotto | CDU und F.D.P.                | 2. März 1983                                                                         | 53              | 102             | 2. März 1983   | 10. Okt. 1984    | |
| 10  | 1982–1983   | Johannes Knarr                                     | Darmstadt | Bruno Knapp, Felix Rendtschmidt, Hellmut Enders, Clemens Budde, Rudolf Kraushaar, Max Will, Josef Dillmann, Helmut Schlangenotto | Bruno Knapp, Felix Rendtschmidt, Hellmut Enders, Clemens Budde, Rudolf Kraushaar, Max Will, Josef Dillmann, Helmut Schlangenotto | CDU und F.D.P.                | 2. März 1983                                                                         | 53              | 102             | 2. März 1983   | 10. Okt. 1984    | |
| 10  | 1982–1983   | Dieter Adam                                        | Darmstadt | Bruno Knapp, Felix Rendtschmidt, Hellmut Enders, Clemens Budde, Rudolf Kraushaar, Max Will, Josef Dillmann, Helmut Schlangenotto | Bruno Knapp, Felix Rendtschmidt, Hellmut Enders, Clemens Budde, Rudolf Kraushaar, Max Will, Josef Dillmann, Helmut Schlangenotto | CDU und F.D.P.                | 2. März 1983                                                                         | 53              | 102             | 2. März 1983   | 10. Okt. 1984    | |
| 10  | 1982–1983   | Johannes Strelitz                                  | Hessischer Justizminister und Innenminister a. D., Wiesbaden                                                                                      | Günther Metzger, Christian Raabe, Hildegard Pfister, Heinz Hille, Helmut Fasshauer, Georg Buch, Dieter Brosey, Martin Hesse, Antje Arnold | Günther Metzger, Christian Raabe, Hildegard Pfister, Heinz Hille, Helmut Fasshauer, Georg Buch, Dieter Brosey, Martin Hesse, Antje Arnold | SPD                           | 2. März 1983                                                                         | 48              | 102             | 2. März 1983   | 10. Okt. 1984    | |
| 10  | 1982–1983   | Hans Mangold                                       | Kassel | Günther Metzger, Christian Raabe, Hildegard Pfister, Heinz Hille, Helmut Fasshauer, Georg Buch, Dieter Brosey, Martin Hesse, Antje Arnold | Günther Metzger, Christian Raabe, Hildegard Pfister, Heinz Hille, Helmut Fasshauer, Georg Buch, Dieter Brosey, Martin Hesse, Antje Arnold | SPD                           | 2. März 1983                                                                         | 48              | 102             | 2. März 1983   | 10. Okt. 1984    | |
| 10  | 1982–1983   | Karl Hemfler                                       | Kassel | Günther Metzger, Christian Raabe, Hildegard Pfister, Heinz Hille, Helmut Fasshauer, Georg Buch, Dieter Brosey, Martin Hesse, Antje Arnold | Günther Metzger, Christian Raabe, Hildegard Pfister, Heinz Hille, Helmut Fasshauer, Georg Buch, Dieter Brosey, Martin Hesse, Antje Arnold | SPD                           | 2. März 1983                                                                         | 48              | 102             | 2. März 1983   | 10. Okt. 1984    | |
| 11  | 1983–1987   | Ernst Platner                                      | Rechtsanwalt und Notar, Espenau | Hermann Stein, Johann Wilhelm Becker, Felix Rendtschmidt, Hellmut Enders, Hermann Kleinstück, Bruno Knapp, Hans-Ludolf Schrader, Josef Dillmann; Heinz Knab, Bernd Friedrich, Helmut Schlangenotto, Günther Wiechens, Karl Heinz Gassner, Wolfgang Both | Hermann Stein, Johann Wilhelm Becker, Felix Rendtschmidt, Hellmut Enders, Hermann Kleinstück, Bruno Knapp, Hans-Ludolf Schrader, Josef Dillmann; Heinz Knab, Bernd Friedrich, Helmut Schlangenotto, Günther Wiechens, Karl Heinz Gassner, Wolfgang Both | CDU und F.D.P.                | 10. Okt. 1984                                                                        | 51              | 109             | 11. Okt. 1984  | 25. Aug. 1987    | |
| 11  | 1983–1987   | Johannes Knarr                                     | Darmstadt | Hermann Stein, Johann Wilhelm Becker, Felix Rendtschmidt, Hellmut Enders, Hermann Kleinstück, Bruno Knapp, Hans-Ludolf Schrader, Josef Dillmann; Heinz Knab, Bernd Friedrich, Helmut Schlangenotto, Günther Wiechens, Karl Heinz Gassner, Wolfgang Both | Hermann Stein, Johann Wilhelm Becker, Felix Rendtschmidt, Hellmut Enders, Hermann Kleinstück, Bruno Knapp, Hans-Ludolf Schrader, Josef Dillmann; Heinz Knab, Bernd Friedrich, Helmut Schlangenotto, Günther Wiechens, Karl Heinz Gassner, Wolfgang Both | CDU und F.D.P.                | 10. Okt. 1984                                                                        | 51              | 109             | 11. Okt. 1984  | 25. Aug. 1987    | |
| 11  | 1983–1987   | Dieter Adam                                        | Darmstadt | Hermann Stein, Johann Wilhelm Becker, Felix Rendtschmidt, Hellmut Enders, Hermann Kleinstück, Bruno Knapp, Hans-Ludolf Schrader, Josef Dillmann; Heinz Knab, Bernd Friedrich, Helmut Schlangenotto, Günther Wiechens, Karl Heinz Gassner, Wolfgang Both | Hermann Stein, Johann Wilhelm Becker, Felix Rendtschmidt, Hellmut Enders, Hermann Kleinstück, Bruno Knapp, Hans-Ludolf Schrader, Josef Dillmann; Heinz Knab, Bernd Friedrich, Helmut Schlangenotto, Günther Wiechens, Karl Heinz Gassner, Wolfgang Both | CDU und F.D.P.                | 10. Okt. 1984                                                                        | 51              | 109             | 11. Okt. 1984  | 25. Aug. 1987    | |
| 11  | 1983–1987   | Hans Mangold                                       | Kassel | Lothar Bergmann, Felizitas Fertig, Christian Raabe, Hildegard Pfister, Helmut Fasshauer, Georg Buch, Antje Arnold, Dieter Schmidt, Wolfgang Hessenauer, Werner Schultze, Rudolf Groß | Lothar Bergmann, Felizitas Fertig, Christian Raabe, Hildegard Pfister, Helmut Fasshauer, Georg Buch, Antje Arnold, Dieter Schmidt, Wolfgang Hessenauer, Werner Schultze, Rudolf Groß | SPD                           | 10. Okt. 1984                                                                        | 52              | 109             | 11. Okt. 1984  | 25. Aug. 1987    | |
| 11  | 1983–1987   | Manfred Voucko                                     | Verwaltungsgerichtshof Kassel | Lothar Bergmann, Felizitas Fertig, Christian Raabe, Hildegard Pfister, Helmut Fasshauer, Georg Buch, Antje Arnold, Dieter Schmidt, Wolfgang Hessenauer, Werner Schultze, Rudolf Groß | Lothar Bergmann, Felizitas Fertig, Christian Raabe, Hildegard Pfister, Helmut Fasshauer, Georg Buch, Antje Arnold, Dieter Schmidt, Wolfgang Hessenauer, Werner Schultze, Rudolf Groß | SPD                           | 10. Okt. 1984                                                                        | 52              | 109             | 11. Okt. 1984  | 25. Aug. 1987    | |
| 11  | 1983–1987   | Klaus Lange                                        | Lich | Lothar Bergmann, Felizitas Fertig, Christian Raabe, Hildegard Pfister, Helmut Fasshauer, Georg Buch, Antje Arnold, Dieter Schmidt, Wolfgang Hessenauer, Werner Schultze, Rudolf Groß | Lothar Bergmann, Felizitas Fertig, Christian Raabe, Hildegard Pfister, Helmut Fasshauer, Georg Buch, Antje Arnold, Dieter Schmidt, Wolfgang Hessenauer, Werner Schultze, Rudolf Groß | SPD                           | 10. Okt. 1984                                                                        | 52              | 109             | 11. Okt. 1984  | 25. Aug. 1987    | |
| 12  | 1987–1991   | Helmut Lenz                                        | Staatssekretär a. D., Taunusstein | Otto Schmidt, Hans Düttmann, Günter Steinhäuser, Lothar Bergmann, Christine Hohmann-Dennhardt, Christian Raabe, Sylvia Schenk, Helmut Fasshauer, Elisabeth Vogelheim, Dieter Schmidt, Melitta Dembicki | Otto Schmidt, Hans Düttmann, Günter Steinhäuser, Lothar Bergmann, Christine Hohmann-Dennhardt, Christian Raabe, Sylvia Schenk, Helmut Fasshauer, Elisabeth Vogelheim, Dieter Schmidt, Melitta Dembicki | SPD                           | 25. Aug. 1987                                                                        | 43              | 108             | 27. Aug. 1987  | 21. Aug. 1991    | |
| 12  | 1987–1991   | Manfred Voucko                                     | Verwaltungsgerichtshof Kassel | Otto Schmidt, Hans Düttmann, Günter Steinhäuser, Lothar Bergmann, Christine Hohmann-Dennhardt, Christian Raabe, Sylvia Schenk, Helmut Fasshauer, Elisabeth Vogelheim, Dieter Schmidt, Melitta Dembicki | Otto Schmidt, Hans Düttmann, Günter Steinhäuser, Lothar Bergmann, Christine Hohmann-Dennhardt, Christian Raabe, Sylvia Schenk, Helmut Fasshauer, Elisabeth Vogelheim, Dieter Schmidt, Melitta Dembicki | SPD                           | 25. Aug. 1987                                                                        | 43              | 108             | 27. Aug. 1987  | 21. Aug. 1991    | |
| 12  | 1987–1991   | Klaus Lange                                        | Lich | Otto Schmidt, Hans Düttmann, Günter Steinhäuser, Lothar Bergmann, Christine Hohmann-Dennhardt, Christian Raabe, Sylvia Schenk, Helmut Fasshauer, Elisabeth Vogelheim, Dieter Schmidt, Melitta Dembicki | Otto Schmidt, Hans Düttmann, Günter Steinhäuser, Lothar Bergmann, Christine Hohmann-Dennhardt, Christian Raabe, Sylvia Schenk, Helmut Fasshauer, Elisabeth Vogelheim, Dieter Schmidt, Melitta Dembicki | SPD                           | 25. Aug. 1987                                                                        | 43              | 108             | 27. Aug. 1987  | 21. Aug. 1991    | |
| 12  | 1987–1991   | Johannes Knarr                                     | Darmstadt | Hans-Ludolf Schrader, Johann Wilhelm Becker, Joachim Poppe, Helmut Enders, Bruno Knapp, Karl Hermann Stiefel, Karl Heinz Gassner, Josef Dillmann, Heinz Knab, Helmut Schlangenotto, Günther Wiechens, Wolfgang Both, Reinhold Steiner, Karl H. Giessen, Robert Maier | Hans-Ludolf Schrader, Johann Wilhelm Becker, Joachim Poppe, Helmut Enders, Bruno Knapp, Karl Hermann Stiefel, Karl Heinz Gassner, Josef Dillmann, Heinz Knab, Helmut Schlangenotto, Günther Wiechens, Wolfgang Both, Reinhold Steiner, Karl H. Giessen, Robert Maier | CDU und F.D.P.                | 25. Aug. 1987                                                                        | 55              | 108             | 27. Aug. 1987  | 21. Aug. 1991    | |
| 12  | 1987–1991   | Dieter Adam                                        | Darmstadt | Hans-Ludolf Schrader, Johann Wilhelm Becker, Joachim Poppe, Helmut Enders, Bruno Knapp, Karl Hermann Stiefel, Karl Heinz Gassner, Josef Dillmann, Heinz Knab, Helmut Schlangenotto, Günther Wiechens, Wolfgang Both, Reinhold Steiner, Karl H. Giessen, Robert Maier | Hans-Ludolf Schrader, Johann Wilhelm Becker, Joachim Poppe, Helmut Enders, Bruno Knapp, Karl Hermann Stiefel, Karl Heinz Gassner, Josef Dillmann, Heinz Knab, Helmut Schlangenotto, Günther Wiechens, Wolfgang Both, Reinhold Steiner, Karl H. Giessen, Robert Maier | CDU und F.D.P.                | 25. Aug. 1987                                                                        | 55              | 108             | 27. Aug. 1987  | 21. Aug. 1991    | |
| 12  | 1987–1991   | Wolfgang Teufel                                    | Kassel | Hans-Ludolf Schrader, Johann Wilhelm Becker, Joachim Poppe, Helmut Enders, Bruno Knapp, Karl Hermann Stiefel, Karl Heinz Gassner, Josef Dillmann, Heinz Knab, Helmut Schlangenotto, Günther Wiechens, Wolfgang Both, Reinhold Steiner, Karl H. Giessen, Robert Maier | Hans-Ludolf Schrader, Johann Wilhelm Becker, Joachim Poppe, Helmut Enders, Bruno Knapp, Karl Hermann Stiefel, Karl Heinz Gassner, Josef Dillmann, Heinz Knab, Helmut Schlangenotto, Günther Wiechens, Wolfgang Both, Reinhold Steiner, Karl H. Giessen, Robert Maier | CDU und F.D.P.                | 25. Aug. 1987                                                                        | 55              | 108             | 27. Aug. 1987  | 21. Aug. 1991    | |
| 13  | 1991–1995   | Johannes Knarr                                     | Darmstadt | Helmut Enders, Bruno Knapp, Joachim Poppe, Josef Dillmann, Helmut Schlangenotto, Karl Hermann Stiefel, Günther Wiechens, Reinhold Steiner, Michael Baumgart, Karl H. Giessen, Helmut Lenz, Günter Paul, Gerhard Wenderoth | Helmut Enders, Bruno Knapp, Joachim Poppe, Josef Dillmann, Helmut Schlangenotto, Karl Hermann Stiefel, Günther Wiechens, Reinhold Steiner, Michael Baumgart, Karl H. Giessen, Helmut Lenz, Günter Paul, Gerhard Wenderoth | CDU und F.D.P                 | 21. Aug. 1991                                                                        | 52              | 109             | 21. Aug. 1991  |                  | |
| 13  | 1991–1995   | Dieter Adam                                        | Darmstadt | Helmut Enders, Bruno Knapp, Joachim Poppe, Josef Dillmann, Helmut Schlangenotto, Karl Hermann Stiefel, Günther Wiechens, Reinhold Steiner, Michael Baumgart, Karl H. Giessen, Helmut Lenz, Günter Paul, Gerhard Wenderoth | Helmut Enders, Bruno Knapp, Joachim Poppe, Josef Dillmann, Helmut Schlangenotto, Karl Hermann Stiefel, Günther Wiechens, Reinhold Steiner, Michael Baumgart, Karl H. Giessen, Helmut Lenz, Günter Paul, Gerhard Wenderoth | CDU und F.D.P                 | 21. Aug. 1991                                                                        | 52              | 109             | 21. Aug. 1991  |                  | |
| 13  | 1991–1995   | Wolfgang Teufel                                    | Darmstadt | Helmut Enders, Bruno Knapp, Joachim Poppe, Josef Dillmann, Helmut Schlangenotto, Karl Hermann Stiefel, Günther Wiechens, Reinhold Steiner, Michael Baumgart, Karl H. Giessen, Helmut Lenz, Günter Paul, Gerhard Wenderoth | Helmut Enders, Bruno Knapp, Joachim Poppe, Josef Dillmann, Helmut Schlangenotto, Karl Hermann Stiefel, Günther Wiechens, Reinhold Steiner, Michael Baumgart, Karl H. Giessen, Helmut Lenz, Günter Paul, Gerhard Wenderoth | CDU und F.D.P                 | 21. Aug. 1991                                                                        | 52              | 109             | 21. Aug. 1991  | 10. Okt. 1995    | |
| 13  | 1991–1995   | Helmut Lenz                                        | Staatssekretär a. D., Taunusstein | Hannelore Kohl (vereidigt am 23. Okt. 1991), Stefan Walz, Elisabeth Vogelheim, Inge Friedrich, Gerd Böhme, Gerhard Fuckner, Melitta Dembicki, Kurt Graulich | Hannelore Kohl (vereidigt am 23. Okt. 1991), Stefan Walz, Elisabeth Vogelheim, Inge Friedrich, Gerd Böhme, Gerhard Fuckner, Melitta Dembicki, Kurt Graulich | SPD und Bündnis 90/Die Grünen | 21. Aug. 1991                                                                        | 56              | 109             | 21. Aug. 1991  |                  | |
| 13  | 1991–1995   | Roland Kern                                        | Rechtsanwalt / Mitglied von Bündnis 90/Die Grünen                                                                                                 | Hannelore Kohl (vereidigt am 23. Okt. 1991), Stefan Walz, Elisabeth Vogelheim, Inge Friedrich, Gerd Böhme, Gerhard Fuckner, Melitta Dembicki, Kurt Graulich | Hannelore Kohl (vereidigt am 23. Okt. 1991), Stefan Walz, Elisabeth Vogelheim, Inge Friedrich, Gerd Böhme, Gerhard Fuckner, Melitta Dembicki, Kurt Graulich | SPD und Bündnis 90/Die Grünen | 21. Aug. 1991                                                                        | 56              | 109             | 21. Aug. 1991  | 10. Okt. 1995    | |
| 13  | 1991–1995   | Klaus Lange                                        | Lich | Hannelore Kohl (vereidigt am 23. Okt. 1991), Stefan Walz, Elisabeth Vogelheim, Inge Friedrich, Gerd Böhme, Gerhard Fuckner, Melitta Dembicki, Kurt Graulich | Hannelore Kohl (vereidigt am 23. Okt. 1991), Stefan Walz, Elisabeth Vogelheim, Inge Friedrich, Gerd Böhme, Gerhard Fuckner, Melitta Dembicki, Kurt Graulich | SPD und Bündnis 90/Die Grünen | 21. Aug. 1991                                                                        | 56              | 109             | 21. Aug. 1991  | 10. Okt. 1995    | |
| 14  | 1995–1999   | Karl Heinz Gasser                                  | Friedberg | Helmut Enders, Johannes Baltzer, Joachim Poppe, Helmuth Müller, Bruno Knapp, Michael Baumgart, Josef Dillmann, Helmut Schlangenotto, Günther Wiechens, Jörg Britzke, Karl Heinz Giessen, Helmut Lenz, Gerhard Wenderoth, Dieter Schlempp | Helmut Enders, Johannes Baltzer, Joachim Poppe, Helmuth Müller, Bruno Knapp, Michael Baumgart, Josef Dillmann, Helmut Schlangenotto, Günther Wiechens, Jörg Britzke, Karl Heinz Giessen, Helmut Lenz, Gerhard Wenderoth, Dieter Schlempp | CDU und F.D.P.                | 10. Okt. 1995                                                                        | per Akklamation | per Akklamation | 10. Okt. 1995  | 22. Juni 1999    | |
| 14  | 1995–1999   | Günter Paul                                        | Frankfurt am Main | Helmut Enders, Johannes Baltzer, Joachim Poppe, Helmuth Müller, Bruno Knapp, Michael Baumgart, Josef Dillmann, Helmut Schlangenotto, Günther Wiechens, Jörg Britzke, Karl Heinz Giessen, Helmut Lenz, Gerhard Wenderoth, Dieter Schlempp | Helmut Enders, Johannes Baltzer, Joachim Poppe, Helmuth Müller, Bruno Knapp, Michael Baumgart, Josef Dillmann, Helmut Schlangenotto, Günther Wiechens, Jörg Britzke, Karl Heinz Giessen, Helmut Lenz, Gerhard Wenderoth, Dieter Schlempp | CDU und F.D.P.                | 10. Okt. 1995                                                                        | per Akklamation | per Akklamation | 10. Okt. 1995  | 22. Juni 1999    | |
| 14  | 1995–1999   | Wolfgang Teufel                                    | Kassel | Helmut Enders, Johannes Baltzer, Joachim Poppe, Helmuth Müller, Bruno Knapp, Michael Baumgart, Josef Dillmann, Helmut Schlangenotto, Günther Wiechens, Jörg Britzke, Karl Heinz Giessen, Helmut Lenz, Gerhard Wenderoth, Dieter Schlempp | Helmut Enders, Johannes Baltzer, Joachim Poppe, Helmuth Müller, Bruno Knapp, Michael Baumgart, Josef Dillmann, Helmut Schlangenotto, Günther Wiechens, Jörg Britzke, Karl Heinz Giessen, Helmut Lenz, Gerhard Wenderoth, Dieter Schlempp | CDU und F.D.P.                | 10. Okt. 1995                                                                        | per Akklamation | per Akklamation | 10. Okt. 1995  | 22. Juni 1999    | |
| 14  | 1995–1999   | Klaus Lange                                        | Lich | Elisabeth Buchberger (Vereidigung am 12. Dezember 1995), Paul Leo Giani (Vereidigung am 9. Juli 1997), Elisabeth Vogelheim, Manfred Stremplat, Gerhard Fuckner, Inge Hornischer, Wolfgang Schäfer, Roland Fritz, Kurt Graulich, Doris Möller-Scheu, Harald Klein, Dietrich Emmrich, Rolf Groß | Elisabeth Buchberger (Vereidigung am 12. Dezember 1995), Paul Leo Giani (Vereidigung am 9. Juli 1997), Elisabeth Vogelheim, Manfred Stremplat, Gerhard Fuckner, Inge Hornischer, Wolfgang Schäfer, Roland Fritz, Kurt Graulich, Doris Möller-Scheu, Harald Klein, Dietrich Emmrich, Rolf Groß | SPD und Bündnis 90/Die Grünen | 10. Okt. 1995                                                                        | per Akklamation | per Akklamation | 10. Okt. 1995  | 22. Juni 1999    | Lange war seit 11. Dezember 1996 Präsident                                                                                    |
| 14  | 1995–1999   | Hannelore Kohl                                     | Vorsitzende Richterin am Hessischen Verwaltungsgerichtshof / Präsidentin des Oberverwaltungsgerichts Mecklenburg-Vorpommern, SPD-Mitglied, Kassel | Elisabeth Buchberger (Vereidigung am 12. Dezember 1995), Paul Leo Giani (Vereidigung am 9. Juli 1997), Elisabeth Vogelheim, Manfred Stremplat, Gerhard Fuckner, Inge Hornischer, Wolfgang Schäfer, Roland Fritz, Kurt Graulich, Doris Möller-Scheu, Harald Klein, Dietrich Emmrich, Rolf Groß | Elisabeth Buchberger (Vereidigung am 12. Dezember 1995), Paul Leo Giani (Vereidigung am 9. Juli 1997), Elisabeth Vogelheim, Manfred Stremplat, Gerhard Fuckner, Inge Hornischer, Wolfgang Schäfer, Roland Fritz, Kurt Graulich, Doris Möller-Scheu, Harald Klein, Dietrich Emmrich, Rolf Groß | SPD und Bündnis 90/Die Grünen | 10. Okt. 1995                                                                        | per Akklamation | per Akklamation | 10. Okt. 1995  | 17. Apr. 1997    | Kohl wechselte 1997 an das Oberverwaltungsgericht Mecklenburg-Vorpommern und schied damit aus                                 |
| 14  | 1995–1999   | Roland Kern                                        | Rechtsanwalt, Mitglied von Bündnis 90/Die Grünen, Rödermark                                                                                       | Elisabeth Buchberger (Vereidigung am 12. Dezember 1995), Paul Leo Giani (Vereidigung am 9. Juli 1997), Elisabeth Vogelheim, Manfred Stremplat, Gerhard Fuckner, Inge Hornischer, Wolfgang Schäfer, Roland Fritz, Kurt Graulich, Doris Möller-Scheu, Harald Klein, Dietrich Emmrich, Rolf Groß | Elisabeth Buchberger (Vereidigung am 12. Dezember 1995), Paul Leo Giani (Vereidigung am 9. Juli 1997), Elisabeth Vogelheim, Manfred Stremplat, Gerhard Fuckner, Inge Hornischer, Wolfgang Schäfer, Roland Fritz, Kurt Graulich, Doris Möller-Scheu, Harald Klein, Dietrich Emmrich, Rolf Groß | SPD und Bündnis 90/Die Grünen | 10. Okt. 1995                                                                        | per Akklamation | per Akklamation | 10. Okt. 1995  | 22. Juni 1999    | |
| 14  | 1995–1999   | Elisabeth Buchberger                               | Offenbach | Paul Leo Giani (Vereidigung am 9. Juli 1997), Elisabeth Vogelheim, Manfred Stremplat, Gerhard Fuckner, Inge Hornischer, Wolfgang Schäfer, Roland Fritz, Kurt Graulich, Doris Möller-Scheu, Harald Klein, Dietrich Emmrich, Rolf Groß | Paul Leo Giani (Vereidigung am 9. Juli 1997), Elisabeth Vogelheim, Manfred Stremplat, Gerhard Fuckner, Inge Hornischer, Wolfgang Schäfer, Roland Fritz, Kurt Graulich, Doris Möller-Scheu, Harald Klein, Dietrich Emmrich, Rolf Groß | SPD und Bündnis 90/Die Grünen | 18. Apr. 1997                                                                        | per Akklamation | per Akklamation | 23. Juni 1997  | 22. Juni 1999    | Buchberger war Nachrückerin für Kohl                                                                                          |
| 15  | 1999–2003   | Karl Heinz Gasser                                  | Richter a. D., Staatssekretär im Thüringer Justizministerium a. D., Rechtsanwalt, CDU-Mitglied                                                    | Helmut Enders, Johannes Baltzer, Joachim Poppe, Helmuth Müller, Heinz Ludwig, Clemens Theimer, Dagmar Rechenbach (bis 5 Jun. 2003), Karl Heinz Giessen, Gerhard Wenderoth, Dieter Schlempp, Johann Nikolaus Scheuer (wechselte am 17. Mai 2000 zur Gruppe der richterlichen Mitglieder), Ekkehard Bombe (wechselte am 26. Sep. 2001 zur Gruppe der richterlichen Mitglieder), Peter Grella, Adolf Tausch | Helmut Enders, Johannes Baltzer, Joachim Poppe, Helmuth Müller, Heinz Ludwig, Clemens Theimer, Dagmar Rechenbach (bis 5 Jun. 2003), Karl Heinz Giessen, Gerhard Wenderoth, Dieter Schlempp, Johann Nikolaus Scheuer (wechselte am 17. Mai 2000 zur Gruppe der richterlichen Mitglieder), Ekkehard Bombe (wechselte am 26. Sep. 2001 zur Gruppe der richterlichen Mitglieder), Peter Grella, Adolf Tausch | CDU und F.D.P.                | 23. Juni 1999                                                                        | 56              | 107             | 23. Juni 1999  | 4. Juni 2003     | Rechenbach wird am 5. Jun. 2003 Landesanwältin                                                                                |
| 15  | 1999–2003   | Günter Paul                                        | Rechtsanwalt und Notar | Helmut Enders, Johannes Baltzer, Joachim Poppe, Helmuth Müller, Heinz Ludwig, Clemens Theimer, Dagmar Rechenbach (bis 5 Jun. 2003), Karl Heinz Giessen, Gerhard Wenderoth, Dieter Schlempp, Johann Nikolaus Scheuer (wechselte am 17. Mai 2000 zur Gruppe der richterlichen Mitglieder), Ekkehard Bombe (wechselte am 26. Sep. 2001 zur Gruppe der richterlichen Mitglieder), Peter Grella, Adolf Tausch | Helmut Enders, Johannes Baltzer, Joachim Poppe, Helmuth Müller, Heinz Ludwig, Clemens Theimer, Dagmar Rechenbach (bis 5 Jun. 2003), Karl Heinz Giessen, Gerhard Wenderoth, Dieter Schlempp, Johann Nikolaus Scheuer (wechselte am 17. Mai 2000 zur Gruppe der richterlichen Mitglieder), Ekkehard Bombe (wechselte am 26. Sep. 2001 zur Gruppe der richterlichen Mitglieder), Peter Grella, Adolf Tausch | CDU und F.D.P.                | 23. Juni 1999                                                                        | 56              | 107             | 23. Juni 1999  | 4. Juni 2003     | |
| 15  | 1999–2003   | Wolfgang Teufel                                    | | Helmut Enders, Johannes Baltzer, Joachim Poppe, Helmuth Müller, Heinz Ludwig, Clemens Theimer, Dagmar Rechenbach (bis 5 Jun. 2003), Karl Heinz Giessen, Gerhard Wenderoth, Dieter Schlempp, Johann Nikolaus Scheuer (wechselte am 17. Mai 2000 zur Gruppe der richterlichen Mitglieder), Ekkehard Bombe (wechselte am 26. Sep. 2001 zur Gruppe der richterlichen Mitglieder), Peter Grella, Adolf Tausch | Helmut Enders, Johannes Baltzer, Joachim Poppe, Helmuth Müller, Heinz Ludwig, Clemens Theimer, Dagmar Rechenbach (bis 5 Jun. 2003), Karl Heinz Giessen, Gerhard Wenderoth, Dieter Schlempp, Johann Nikolaus Scheuer (wechselte am 17. Mai 2000 zur Gruppe der richterlichen Mitglieder), Ekkehard Bombe (wechselte am 26. Sep. 2001 zur Gruppe der richterlichen Mitglieder), Peter Grella, Adolf Tausch | CDU und F.D.P.                | 23. Juni 1999                                                                        | 56              | 107             | 23. Juni 1999  | 4. Juni 2003     | Teufel wurde am 17. Mai 2000 zum Vizepräsident gewählt                                                                        |
| 15  | 1999–2003   | Klaus Lange                                        | Lich | Doris Möller-Scheu, Ursula Gebert, Manfred Stremplat, Roland Fritz, Gerhard Fuckner, Kurt Graulich, Ottmar Barke, Elisabeth Vogelheim, Klaus Brückner, Dietrich Kaßmann, Dieter Michel | Doris Möller-Scheu, Ursula Gebert, Manfred Stremplat, Roland Fritz, Gerhard Fuckner, Kurt Graulich, Ottmar Barke, Elisabeth Vogelheim, Klaus Brückner, Dietrich Kaßmann, Dieter Michel | SPD                           | 23. Juni 1999                                                                        | 44              | 107             | 23. Juni 1999  | 4. Juni 2003     | Lange war seit 11. Dezember 1996 Präsident                                                                                    |
| 15  | 1999–2003   | Elisabeth Buchberger                               | Offenbach | Doris Möller-Scheu, Ursula Gebert, Manfred Stremplat, Roland Fritz, Gerhard Fuckner, Kurt Graulich, Ottmar Barke, Elisabeth Vogelheim, Klaus Brückner, Dietrich Kaßmann, Dieter Michel | Doris Möller-Scheu, Ursula Gebert, Manfred Stremplat, Roland Fritz, Gerhard Fuckner, Kurt Graulich, Ottmar Barke, Elisabeth Vogelheim, Klaus Brückner, Dietrich Kaßmann, Dieter Michel | SPD                           | 23. Juni 1999                                                                        | 44              | 107             | 23. Juni 1999  | 4. Juni 2003     | |
| 15  | 1999–2003   | Paul Leo Giani                                     | Ginsheim | Doris Möller-Scheu, Ursula Gebert, Manfred Stremplat, Roland Fritz, Gerhard Fuckner, Kurt Graulich, Ottmar Barke, Elisabeth Vogelheim, Klaus Brückner, Dietrich Kaßmann, Dieter Michel | Doris Möller-Scheu, Ursula Gebert, Manfred Stremplat, Roland Fritz, Gerhard Fuckner, Kurt Graulich, Ottmar Barke, Elisabeth Vogelheim, Klaus Brückner, Dietrich Kaßmann, Dieter Michel | SPD                           | 23. Juni 1999                                                                        | 44              | 107             | 23. Juni 1999  | 4. Juni 2003     | |
| 16  | 2003–2008   | Rupert von Plottnitz                               | | Gerhard Böhme, Petra Schott, Holger Tanzki, Thomas Lettau, Michael Wagner-Kern, Gabriele C. Klug, Wolfgang Friedrich, Marianne Hornung-Grove, Wilfried Bonnet, Werner Momberg | Gerhard Böhme, Petra Schott, Holger Tanzki, Thomas Lettau, Michael Wagner-Kern, Gabriele C. Klug, Wolfgang Friedrich, Marianne Hornung-Grove, Wilfried Bonnet, Werner Momberg | Bündnis 90/Die Grünen         | 5. Juni 2003                                                                         | 12              | 108             | 5. Juni 2003   | 3. Juni 2008     | |
| 16  | 2003–2008   | Günter Paul                                        | | Steffen Detterbeck, Hermann Josef Schmidt, Martin W. Huff, Frank Oehm, Siegbert Ortmann, Thomas Pfeiffer, Christoph Ullrich | Steffen Detterbeck, Hermann Josef Schmidt, Martin W. Huff, Frank Oehm, Siegbert Ortmann, Thomas Pfeiffer, Christoph Ullrich | CDU und FDP                   | 5. Juni 2003                                                                         | 63              | 108             | 5. Juni 2003   | 3. Juni 2008     | Paul wurde am 5. Juni 2003 zum Präsidenten gewählt                                                                            |
| 16  | 2003–2008   | Karin Wolski                                       | Vizepräsidentin des Hessischen Verwaltungsgerichts, CDU-Mitglied                                                                                  | Steffen Detterbeck, Hermann Josef Schmidt, Martin W. Huff, Frank Oehm, Siegbert Ortmann, Thomas Pfeiffer, Christoph Ullrich | Steffen Detterbeck, Hermann Josef Schmidt, Martin W. Huff, Frank Oehm, Siegbert Ortmann, Thomas Pfeiffer, Christoph Ullrich | CDU und FDP                   | 5. Juni 2003                                                                         | 63              | 108             | 5. Juni 2003   | 12. Mai 2004     | Wolski wurde am 12. Mai 2004 richterliches Mitglied                                                                           |
| 16  | 2003–2008   | Wolfgang Teufel                                    | | Steffen Detterbeck, Hermann Josef Schmidt, Martin W. Huff, Frank Oehm, Siegbert Ortmann, Thomas Pfeiffer, Christoph Ullrich | Steffen Detterbeck, Hermann Josef Schmidt, Martin W. Huff, Frank Oehm, Siegbert Ortmann, Thomas Pfeiffer, Christoph Ullrich | CDU und FDP                   | 5. Juni 2003                                                                         | 63              | 108             | 5. Juni 2003   | 3. Juni 2008     | |
| 16  | 2003–2008   | Steffen Detterbeck                                 | Universitätsprofessor | Hermann Josef Schmidt, Martin W. Huff, Frank Oehm, Siegbert Ortmann, Thomas Pfeiffer, Christoph Ullrich | Hermann Josef Schmidt, Martin W. Huff, Frank Oehm, Siegbert Ortmann, Thomas Pfeiffer, Christoph Ullrich | CDU und FDP                   | 12. Mai 2004                                                                         | 20              |                 | 12. Mai 2004   | 3. Juni 2008     | Detterbeck war Nachrücker für Wolski                                                                                          |
| 16  | 2003–2008   | Elisabeth Buchberger                               | | Paul Leo Giani, Helga Laux, Ingo-Endrick Lankau, Petra Unger, Doris Möller-Scheu, Manfred Stremplat, Elisabeth Vogelheim, Hubert Harth, Ottmar Barke, Gerhard Fuckner, Roland Fritz, Klaus Brückner | Paul Leo Giani, Helga Laux, Ingo-Endrick Lankau, Petra Unger, Doris Möller-Scheu, Manfred Stremplat, Elisabeth Vogelheim, Hubert Harth, Ottmar Barke, Gerhard Fuckner, Roland Fritz, Klaus Brückner | SPD                           | 5. Juni 2003                                                                         | 33              | 108             | 5. Juni 2003   | 12. Okt. 2005    | Buchberger wechselte am 13. Oktober 2005 in die Gruppe der richterlichen Mitglieder                                           |
| 16  | 2003–2008   | Klaus Lange                                        | Universitätsprofessor, Lich | Paul Leo Giani, Helga Laux, Ingo-Endrick Lankau, Petra Unger, Doris Möller-Scheu, Manfred Stremplat, Elisabeth Vogelheim, Hubert Harth, Ottmar Barke, Gerhard Fuckner, Roland Fritz, Klaus Brückner | Paul Leo Giani, Helga Laux, Ingo-Endrick Lankau, Petra Unger, Doris Möller-Scheu, Manfred Stremplat, Elisabeth Vogelheim, Hubert Harth, Ottmar Barke, Gerhard Fuckner, Roland Fritz, Klaus Brückner | SPD                           | 5. Juni 2003                                                                         | 33              | 108             | 5. Juni 2003   | 3. Juni 2008     | |
| 17  | 2008–2008   | Klaus Lange                                        | Universitätsprofessor, Lich | Yvonne Ott, Helga Laux, Otto Ernst Kempen, Ingo-Endrick Lankau, Petra Unger, Doris Möller-Scheu, Manfred Stremplat, Elisabeth Vogelheim, Hubert Harth, Ottmar Barke, Roland Fritz, Klaus Brückner, Eckehart Blume, Torsten-Clemens von Roetteken, Lothar Fischer, Jürgen Gasper | Yvonne Ott, Helga Laux, Otto Ernst Kempen, Ingo-Endrick Lankau, Petra Unger, Doris Möller-Scheu, Manfred Stremplat, Elisabeth Vogelheim, Hubert Harth, Ottmar Barke, Roland Fritz, Klaus Brückner, Eckehart Blume, Torsten-Clemens von Roetteken, Lothar Fischer, Jürgen Gasper | SPD                           | 3. Juni 2008                                                                         |                 | 109             | 3. Juni 2008   | 30. März 2009    | |
| 17  | 2008–2008   | Paul Leo Giani                                     | Ginsheim | Yvonne Ott, Helga Laux, Otto Ernst Kempen, Ingo-Endrick Lankau, Petra Unger, Doris Möller-Scheu, Manfred Stremplat, Elisabeth Vogelheim, Hubert Harth, Ottmar Barke, Roland Fritz, Klaus Brückner, Eckehart Blume, Torsten-Clemens von Roetteken, Lothar Fischer, Jürgen Gasper | Yvonne Ott, Helga Laux, Otto Ernst Kempen, Ingo-Endrick Lankau, Petra Unger, Doris Möller-Scheu, Manfred Stremplat, Elisabeth Vogelheim, Hubert Harth, Ottmar Barke, Roland Fritz, Klaus Brückner, Eckehart Blume, Torsten-Clemens von Roetteken, Lothar Fischer, Jürgen Gasper | SPD                           | 3. Juni 2008                                                                         |                 | 109             | 3. Juni 2008   | 30. März 2009    | |
| 17  | 2008–2008   | Günter Paul                                        | | Thomas Aumüller, Johann Nikolaus Scheuer, Stefan Ruppert, Hermann Josef Schmidt, Christoph Ullrich, Dieter Fritz, Gilbert Gornig, Thomas Pfeiffer, Claudia Müller-Eising | Thomas Aumüller, Johann Nikolaus Scheuer, Stefan Ruppert, Hermann Josef Schmidt, Christoph Ullrich, Dieter Fritz, Gilbert Gornig, Thomas Pfeiffer, Claudia Müller-Eising | CDU und FDP                   | 3. Juni 2008                                                                         | 52              | 109             | 3. Juni 2008   | 30. März 2009    | |
| 17  | 2008–2008   | Wolfgang Teufel                                    | | Thomas Aumüller, Johann Nikolaus Scheuer, Stefan Ruppert, Hermann Josef Schmidt, Christoph Ullrich, Dieter Fritz, Gilbert Gornig, Thomas Pfeiffer, Claudia Müller-Eising | Thomas Aumüller, Johann Nikolaus Scheuer, Stefan Ruppert, Hermann Josef Schmidt, Christoph Ullrich, Dieter Fritz, Gilbert Gornig, Thomas Pfeiffer, Claudia Müller-Eising | CDU und FDP                   | 3. Juni 2008                                                                         | 52              | 109             | 3. Juni 2008   | 30. März 2009    | |
| 17  | 2008–2008   | Steffen Detterbeck                                 | Universitätsprofessor | Thomas Aumüller, Johann Nikolaus Scheuer, Stefan Ruppert, Hermann Josef Schmidt, Christoph Ullrich, Dieter Fritz, Gilbert Gornig, Thomas Pfeiffer, Claudia Müller-Eising | Thomas Aumüller, Johann Nikolaus Scheuer, Stefan Ruppert, Hermann Josef Schmidt, Christoph Ullrich, Dieter Fritz, Gilbert Gornig, Thomas Pfeiffer, Claudia Müller-Eising | CDU und FDP                   | 3. Juni 2008                                                                         | 52              | 109             | 3. Juni 2008   | 30. März 2009    | |
| 17  | 2008–2008   | Rupert von Plottnitz                               | Frankfurt am Main | Gerhard Böhme, Holger Tanzki, Thomas Lettau, Ulrike Gauderer, Michael Wagner-Kern, Wolfgang Friedrich, Anna Krug, Jürgen Sojka, Wilfried Bonnet, Hans Wolfgang Euler, Gunther Jürgens, Esther Lotz-Bruns | Gerhard Böhme, Holger Tanzki, Thomas Lettau, Ulrike Gauderer, Michael Wagner-Kern, Wolfgang Friedrich, Anna Krug, Jürgen Sojka, Wilfried Bonnet, Hans Wolfgang Euler, Gunther Jürgens, Esther Lotz-Bruns | Bündnis 90/Die Grünen         | 3. Juni 2008                                                                         |                 | 109             | 3. Juni 2008   | 30. März 2009    | |
| 18  | 2009–2014   | Klaus Lange                                        | Lich | Yvonne Ott (vertrat Lange am 8. Jun. 2011), Helga Laux, Otto Ernst Kempen, Ingo-Endrick Lankau, Petra Unger, Doris Möller-Scheu, Manfred Stremplat, Elisabeth Vogelheim, Hubert Harth, Ottmar Barke, Roland Fritz, Klaus Brückner, Eckehart Blume, Lothar Fischer, Jürgen Gasper | Yvonne Ott (vertrat Lange am 8. Jun. 2011), Helga Laux, Otto Ernst Kempen, Ingo-Endrick Lankau, Petra Unger, Doris Möller-Scheu, Manfred Stremplat, Elisabeth Vogelheim, Hubert Harth, Ottmar Barke, Roland Fritz, Klaus Brückner, Eckehart Blume, Lothar Fischer, Jürgen Gasper | SPD                           | 1. Apr. 2009                                                                         | 31              | 117             | 1. Apr. 2009   | 2012             | |
| 18  | 2009–2014   | Paul Leo Giani                                     | Wiesbaden | Yvonne Ott (vertrat Lange am 8. Jun. 2011), Helga Laux, Otto Ernst Kempen, Ingo-Endrick Lankau, Petra Unger, Doris Möller-Scheu, Manfred Stremplat, Elisabeth Vogelheim, Hubert Harth, Ottmar Barke, Roland Fritz, Klaus Brückner, Eckehart Blume, Lothar Fischer, Jürgen Gasper | Yvonne Ott (vertrat Lange am 8. Jun. 2011), Helga Laux, Otto Ernst Kempen, Ingo-Endrick Lankau, Petra Unger, Doris Möller-Scheu, Manfred Stremplat, Elisabeth Vogelheim, Hubert Harth, Ottmar Barke, Roland Fritz, Klaus Brückner, Eckehart Blume, Lothar Fischer, Jürgen Gasper | SPD                           | 1. Apr. 2009                                                                         | 31              | 117             | 1. Apr. 2009   | 15. Okt. 2014    | |
| 18  | 2009–2014   | Rupert von Plottnitz                               | Frankfurt am Main | Gerhard Böhme, Holger Tamki, Thomas Lettau, Ulrike Gauderer, Michael Wagner-Kern, Wolfgang Friedrich, Anna Krug, Jürgen Sojka, Wilfried Bonnet, Hans-Wolfgang Euler, Gunther Jürgens, Esther Lotz-Bruns | Gerhard Böhme, Holger Tamki, Thomas Lettau, Ulrike Gauderer, Michael Wagner-Kern, Wolfgang Friedrich, Anna Krug, Jürgen Sojka, Wilfried Bonnet, Hans-Wolfgang Euler, Gunther Jürgens, Esther Lotz-Bruns | Bündnis 90/Die Grünen         | 1. Apr. 2009                                                                         | 21              | 117             | 1. Apr. 2009   | 15. Okt. 2014    | |
| 18  | 2009–2014   | Günter Paul                                        | Frankfurt am Main | Thomas Aumüller, Christoph Ullrich, Stefan Ruppert, Hermann Josef Schmidt, Gilbert Gornig, Dieter Fritz, Wilhelm Wolf, Thomas Pfeiffer, Claudia Müller-Eising | Thomas Aumüller, Christoph Ullrich, Stefan Ruppert, Hermann Josef Schmidt, Gilbert Gornig, Dieter Fritz, Wilhelm Wolf, Thomas Pfeiffer, Claudia Müller-Eising | CDU und F.D.P.                | 1. Apr. 2009                                                                         | 65              | 117             | 1. Apr. 2009   | 15. Okt. 2014    | |
| 18  | 2009–2014   | Wolfgang Teufel                                    | Kassel | Thomas Aumüller, Christoph Ullrich, Stefan Ruppert, Hermann Josef Schmidt, Gilbert Gornig, Dieter Fritz, Wilhelm Wolf, Thomas Pfeiffer, Claudia Müller-Eising | Thomas Aumüller, Christoph Ullrich, Stefan Ruppert, Hermann Josef Schmidt, Gilbert Gornig, Dieter Fritz, Wilhelm Wolf, Thomas Pfeiffer, Claudia Müller-Eising | CDU und F.D.P.                | 1. Apr. 2009                                                                         | 65              | 117             | 1. Apr. 2009   | 15. Okt. 2014    | |
| 18  | 2009–2014   | Steffen Detterbeck                                 | Universitätsprofessor, Kirchhain | Thomas Aumüller, Christoph Ullrich, Stefan Ruppert, Hermann Josef Schmidt, Gilbert Gornig, Dieter Fritz, Wilhelm Wolf, Thomas Pfeiffer, Claudia Müller-Eising | Thomas Aumüller, Christoph Ullrich, Stefan Ruppert, Hermann Josef Schmidt, Gilbert Gornig, Dieter Fritz, Wilhelm Wolf, Thomas Pfeiffer, Claudia Müller-Eising | CDU und F.D.P.                | 1. Apr. 2009                                                                         | 65              | 117             | 1. Apr. 2009   | 15. Okt. 2014    | |
| 19  | 2014–2019   | Ute Sacksofsky                                     | Frankfurt am Main | Yvonne Ott, Alexander Herbert, Doris Möller-Scheu, Ingo Endrick Lankau, (Helga Laux), Elisabeth Vogelheim, Hubert Hardt, Ottmar Barke, Roland Fritz | Yvonne Ott, Alexander Herbert, Doris Möller-Scheu, Ingo Endrick Lankau, (Helga Laux), Elisabeth Vogelheim, Hubert Hardt, Ottmar Barke, Roland Fritz | SPD                           | die Wahl vom 2. Apr. 2014 wurde für ungültig erklärt und am 15. Okt. 2014 wiederholt | 49              | 110             | 15. Okt. 2014  | 2. Apr. 2019     | |
| 19  | 2014–2019   | Paul Leo Giani                                     | Wiesbaden | Yvonne Ott, Alexander Herbert, Doris Möller-Scheu, Ingo Endrick Lankau, (Helga Laux), Elisabeth Vogelheim, Hubert Hardt, Ottmar Barke, Roland Fritz | Yvonne Ott, Alexander Herbert, Doris Möller-Scheu, Ingo Endrick Lankau, (Helga Laux), Elisabeth Vogelheim, Hubert Hardt, Ottmar Barke, Roland Fritz | SPD                           | die Wahl vom 2. Apr. 2014 wurde für ungültig erklärt und am 15. Okt. 2014 wiederholt | 49              | 110             | 15. Okt. 2014  | 2. Apr. 2019     | |
| 19  | 2014–2019   | Christoph Safferling                               | Wangen | Yvonne Ott, Alexander Herbert, Doris Möller-Scheu, Ingo Endrick Lankau, (Helga Laux), Elisabeth Vogelheim, Hubert Hardt, Ottmar Barke, Roland Fritz | Yvonne Ott, Alexander Herbert, Doris Möller-Scheu, Ingo Endrick Lankau, (Helga Laux), Elisabeth Vogelheim, Hubert Hardt, Ottmar Barke, Roland Fritz | SPD                           | die Wahl vom 2. Apr. 2014 wurde für ungültig erklärt und am 15. Okt. 2014 wiederholt | 49              | 110             | 3. Apr. 2014   | 14. Okt. 2014    | Safferling wurde bei der Wiederholungswahl von der Liste gestrichen / Helga Laux trat bei der Wiederholungswahl nicht mehr an |
| 19  | 2014–2019   | Georg D. Falk                                      | Vorsitzender Richter am Oberlandesgericht Frankfurt am Main a. D.                                                                                 | Yvonne Ott, Alexander Herbert, Doris Möller-Scheu, Ingo Endrick Lankau, (Helga Laux), Elisabeth Vogelheim, Hubert Hardt, Ottmar Barke, Roland Fritz | Yvonne Ott, Alexander Herbert, Doris Möller-Scheu, Ingo Endrick Lankau, (Helga Laux), Elisabeth Vogelheim, Hubert Hardt, Ottmar Barke, Roland Fritz | SPD                           | die Wahl vom 2. Apr. 2014 wurde für ungültig erklärt und am 15. Okt. 2014 wiederholt | 49              | 110             | 15. Okt. 2014  | 2. Apr. 2019     | Falk wechselte vom richterlichen Mitglied                                                                                     |
| 19  | 2014–2019   | Rupert von Plottnitz                               | Frankfurt am Main | Gerhard Böhme, Holger Tanzki, Sabine Häuser-Eltgen, Michael Wagner-Kern, Wolfgang Friedrich, Ulrike Gauderer, Thomas Lettau, Esther Lotz-Bruns, Dorothee Köpp, Hans-Wolfgang Euler, Gunther Jürgens | Gerhard Böhme, Holger Tanzki, Sabine Häuser-Eltgen, Michael Wagner-Kern, Wolfgang Friedrich, Ulrike Gauderer, Thomas Lettau, Esther Lotz-Bruns, Dorothee Köpp, Hans-Wolfgang Euler, Gunther Jürgens | Bündnis 90/Die Grünen         | die Wahl vom 2. Apr. 2014 wurde für ungültig erklärt und am 15. Okt. 2014 wiederholt | 14              | 110             | 15. Okt. 2014  | 2. Apr. 2019     | |
| 19  | 2014–2019   | Günter Paul                                        | Frankfurt am Main | Roman Poseck, Dagmar Rechenbach, Claudia Müller-Eising, Hermann Josef Schmidt, Desirée Dauber, Gilbert-Hanno Michael Gornig, Thomas Pfeiffer, Reinald Gerster, Erich Fischer | Roman Poseck, Dagmar Rechenbach, Claudia Müller-Eising, Hermann Josef Schmidt, Desirée Dauber, Gilbert-Hanno Michael Gornig, Thomas Pfeiffer, Reinald Gerster, Erich Fischer | CDU                           | die Wahl vom 2. Apr. 2014 wurde für ungültig erklärt und am 15. Okt. 2014 wiederholt | 47              | 110             | 15. Okt. 2014  | 31. Dez. 2016    | Amtsniederlegung von Paul zum 31. Dezember 2016                                                                               |
| 19  | 2014–2019   | Steffen Detterbeck                                 | Kirchhain | Roman Poseck, Dagmar Rechenbach, Claudia Müller-Eising, Hermann Josef Schmidt, Desirée Dauber, Gilbert-Hanno Michael Gornig, Thomas Pfeiffer, Reinald Gerster, Erich Fischer | Roman Poseck, Dagmar Rechenbach, Claudia Müller-Eising, Hermann Josef Schmidt, Desirée Dauber, Gilbert-Hanno Michael Gornig, Thomas Pfeiffer, Reinald Gerster, Erich Fischer | CDU                           | die Wahl vom 2. Apr. 2014 wurde für ungültig erklärt und am 15. Okt. 2014 wiederholt | 47              | 110             | 15. Okt. 2014  | 2. Apr. 2019     | |
| 19  | 2014–2019   | Roman Poseck                                       | Präsident der Oberlandesgerichts Frankfurt am Main                                                                                                | Dagmar Rechenbach, Claudia Müller-Eising, Hermann Josef Schmidt, Desirée Dauber, Gilbert-Hanno Michael Gornig, Thomas Pfeiffer, Reinald Gerster, Erich Fischer | Dagmar Rechenbach, Claudia Müller-Eising, Hermann Josef Schmidt, Desirée Dauber, Gilbert-Hanno Michael Gornig, Thomas Pfeiffer, Reinald Gerster, Erich Fischer | CDU                           | 25. Jan. 2017                                                                        | 103             | 110             | 25. Jan. 2017  | 2. Apr. 2019     | Poseck war Nachfolger von Paul und wurde am 25. Jan. 2017 zum Präsidenten gewählt                                             |
| 20  | 2019–2024   | Gerhard Böhme                                      | Vorsitzender Richter am Verwaltungsgericht a. D.                                                                                                  | Stephanie Rachor, Ralf Köbler, Ina Nadine Bernshausen, Erik Geisler, Beate Roth, Frank Schreiber, Ulrike Gauderer, Alexander El Duwaik, Dorothee Köpp, Holger Tanzki, Odilia Lissner, Wolfgang Friedrich | Stephanie Rachor, Ralf Köbler, Ina Nadine Bernshausen, Erik Geisler, Beate Roth, Frank Schreiber, Ulrike Gauderer, Alexander El Duwaik, Dorothee Köpp, Holger Tanzki, Odilia Lissner, Wolfgang Friedrich | Bündnis 90/Die Grünen         | 2. Apr. 2019                                                                         | 29              | 133             | 2. Apr. 2019   | 2024             | |
| 20  | 2019–2024   | Ute Sacksofsky                                     | Universitätsprofessorin | Alexander Herbert, Harald Wack, Waltraut Verleih, Sabine Knickrehm, Olaf Schmitt, Elisabeth Fritz, Sabine Funk, Carsten Schütz, Sandra Bolten, Michaela Apel | Alexander Herbert, Harald Wack, Waltraut Verleih, Sabine Knickrehm, Olaf Schmitt, Elisabeth Fritz, Sabine Funk, Carsten Schütz, Sandra Bolten, Michaela Apel | SPD                           | 2. Apr. 2019                                                                         | 47              | 133             | 2. Apr. 2019   | 2024             | |
| 20  | 2019–2024   | Georg D. Falk                                      | Vorsitzender Richter am Oberlandesgericht Frankfurt am Main a. D., Marburg                                                                        | Alexander Herbert, Harald Wack, Waltraut Verleih, Sabine Knickrehm, Olaf Schmitt, Elisabeth Fritz, Sabine Funk, Carsten Schütz, Sandra Bolten, Michaela Apel | Alexander Herbert, Harald Wack, Waltraut Verleih, Sabine Knickrehm, Olaf Schmitt, Elisabeth Fritz, Sabine Funk, Carsten Schütz, Sandra Bolten, Michaela Apel | SPD                           | 2. Apr. 2019                                                                         | 47              | 133             | 2. Apr. 2019   | 2024             | |
| 20  | 2019–2024   | Roman Poseck                                       | Präsident des Oberlandesgerichts, Elz | Desirée Dauber, Dirk Schönstädt, Alexander Seitz, Jürgen Gehb, Dagmar Rechenbach, Claudia Müller-Eising, Hermann Josef Schmidt, Gilbert H. Gornig, Christiane Loizides, Thomas Pfeiffer, Franz Thomas Reimer | Desirée Dauber, Dirk Schönstädt, Alexander Seitz, Jürgen Gehb, Dagmar Rechenbach, Claudia Müller-Eising, Hermann Josef Schmidt, Gilbert H. Gornig, Christiane Loizides, Thomas Pfeiffer, Franz Thomas Reimer | CDU                           | 2. Apr. 2019                                                                         | 38              | 133             | 2. Apr. 2019   | 30. Mai 2022     | Poseck ist seit 31. Mai 2022 hessischer Justizminister                                                                        |
| 20  | 2019–2024   | Steffen Detterbeck                                 | Universitätsprofessor, Kirchhain | Desirée Dauber, Dirk Schönstädt, Alexander Seitz, Jürgen Gehb, Dagmar Rechenbach, Claudia Müller-Eising, Hermann Josef Schmidt, Gilbert H. Gornig, Christiane Loizides, Thomas Pfeiffer, Franz Thomas Reimer | Desirée Dauber, Dirk Schönstädt, Alexander Seitz, Jürgen Gehb, Dagmar Rechenbach, Claudia Müller-Eising, Hermann Josef Schmidt, Gilbert H. Gornig, Christiane Loizides, Thomas Pfeiffer, Franz Thomas Reimer | CDU                           | 2. Apr. 2019                                                                         | 38              | 133             | 2. Apr. 2019   | 2024             | |
| 20  | 2019–2024   | Desirée Dauber                                     | Richterin am Bundesgerichtshof | Desirée Dauber, Dirk Schönstädt, Alexander Seitz, Jürgen Gehb, Dagmar Rechenbach, Claudia Müller-Eising, Hermann Josef Schmidt, Gilbert H. Gornig, Christiane Loizides, Thomas Pfeiffer, Franz Thomas Reimer | Desirée Dauber, Dirk Schönstädt, Alexander Seitz, Jürgen Gehb, Dagmar Rechenbach, Claudia Müller-Eising, Hermann Josef Schmidt, Gilbert H. Gornig, Christiane Loizides, Thomas Pfeiffer, Franz Thomas Reimer | CDU                           | 31. Mai 2022                                                                         | 38              | 133             | 31. Mai 2022   | 2024             | Dauber rückt für Poseck nach                                                                                                  |
| 20  | 2019–2024   | Ulrich Fachinger                                   | Rechtsanwalt | Michael Euler, Gero Kollmer, Till Heinz, Otto Baumann, Hans-Jürgen Schupp, Hartmut Post, Frank Bücken, Nils Maxen-McIntire, Markus Fuchs | Michael Euler, Gero Kollmer, Till Heinz, Otto Baumann, Hans-Jürgen Schupp, Hartmut Post, Frank Bücken, Nils Maxen-McIntire, Markus Fuchs | AfD                           | 2. Apr. 2019                                                                         | 18              | 133             | 2. Apr. 2019   | 2024             | |

## Landesanwaltschaft
Zum Staatsgerichtshof des Landes Hessen gehört eine Landesanwaltschaft, die als öffentlicher Kläger selbst Verfahren einleiten kann. Nach § 10, Abs. 1 des Gesetzes über den Staatsgerichtshof sind der jeweilige Landesanwalt und sein Stellvertreter von jedem Landtag neu zu wählen. Die Landesanwälte werden wie die richterlichen Mitglieder dem Wahlausschuss des Staatsgerichtshofs vorgeschlagen, von ihm gewählt und anschließend im Hessischen Landtag vereidigt.
| Nr. | Wahlperiode | Landesanwalt           | Stellvertreter        | Wahl am …         | Amtszeit          | Amtszeit         | Bemerkung                                                           | Q                     |
| Nr. | Wahlperiode | Landesanwalt           | Stellvertreter        | Wahl am …         | Beginn            | Ende             | Bemerkung                                                           | Q                     |
| --- | ----------- | ---------------------- | --------------------- | ----------------- | ----------------- | ---------------- | ------------------------------------------------------------------- | --------------------- |
| 1   | 1946–1950   | Adolf Arndt            | Georg Heymann         | 13. Oktober 1948  | 13. Oktober 1948  | 13. April 1950   | Arndt legte nach der Wahl zum Bundestagsabgeordneten das Amt nieder | [ 3 ] [ 138 ] [ 139 ] |
| 1   | 1946–1950   | Richard van Basshuysen | Georg Heymann         | 13. April 1950    | 13. April 1950    | 11. April 1951   | van Basshuysen wird als Nachfolger von Arndt gewählt                | [ 139 ]               |
| 2   | 1950–1954   | Günther Hacks          | Karl Weber            | 11. April 1951    | 11. April 1951    | 18. Februar 1955 |                                                                     | [ 31 ]                |
| 3   | 1954–1958   | Günther Hacks          | Karl Weber            | 18. Februar 1955  | 18. Februar 1955  | 25. Februar 1959 |                                                                     | [ 85 ]                |
| 4   | 1958–1962   | Hans-Joachim Reh       | Karl Weber            | 4. Februar 1959   | 25. Februar 1959  | 27. Juni 1962    | Weber ist im Mai 1962 verstorben                                    | [ 43 ]                |
| 4   | 1958–1962   | Hans-Joachim Reh       | Kurt Kauffmann        | 19. Juni 1962     | 27. Juni 1962     | 20. Februar 1963 | Kauffmann wird als Nachfolger von Weber gewählt                     | [ 140 ]               |
| 5   | 1962–1966   | Hans-Joachim Reh       | Kurt Kauffmann        | 20. Februar 1963  | 20. Februar 1963  | 26. April 1967   |                                                                     | [ 141 ]               |
| 6   | 1966–1970   | Hans-Joachim Reh       | Kurt Kauffmann        | 15. März 1967     | 26. April 1967    | 25. März 1971    |                                                                     | [ 90 ]                |
| 7   | 1970–1974   | Herr Lenz              | Erwin Trapp           | 23. März 1971     | 25. März 1971     | 20. Februar 1975 |                                                                     | [ 93 ]                |
| 8   | 1974–1978   | Herr Lenz              | Klaus Apel            | 19. Februar 1975  | 20. Februar 1975  | 21. März 1979    |                                                                     | [ 8 ]                 |
| 9   | 1978–1982   | Herr Lenz              | Klaus Apel            | 21. März 1979     | 21. März 1979     | 9. Juni 1982     |                                                                     | [ 95 ]                |
| 10  | 1982–1983   | Klaus Apel             | Wolfgang Pittermann   | 9. Juni 1982      | 9. Juni 1982      | 6. Juli 1984     |                                                                     | [ 12 ]                |
| 11  | 1983–1987   | Klaus Apel             | Wolfgang Pittermann   | 5. Juli 1984      | 6. Juli 1984      | 25. August 1987  |                                                                     | [ 47 ]                |
| 12  | 1987–1991   | Klaus Apel             | Wolfgang Pittermann   | 25. August 1987   | 25. August 1987   | 21. August 1991  |                                                                     | [ 104 ]               |
| 13  | 1991–1995   | Klaus Apel             | Wolfgang Pittermann   | 21. August 1991   | 21. August 1991   | 7. November 1995 |                                                                     | [ 41 ]                |
| 14  | 1995–1999   | Klaus Apel             | Dieter Philip Schmidt | 7. November 1995  | 7. November 1995  | 23. Juni 1999    |                                                                     | [ 142 ]               |
| 15  | 1999–2003   | Klaus Apel             | Dieter Philip Schmidt | 23. Juni 1999     | 23. Juni 1999     | 5. Juni 2003     |                                                                     | [ 19 ]                |
| 16  | 2003–2008   | Ute Sacksofsky         | Dagmar Rechenbach     | 5. Juni 2003      | 5. Juni 2003      | Oktober 2007     |                                                                     | [ 21 ]                |
| 16  | 2003–2008   | Ute Sacksofsky         | Arndt Peter Koeppen   | 20. November 2007 | 12. Dezember 2007 | 3. Juni 2008     |                                                                     | [ 143 ]               |
| 17  | 2008–2008   | Arndt Peter Koeppen    | Alexander Herbert     | 3. Juni 2008      | 3. Juni 2008      | 31. März 2009    |                                                                     | [ 23 ] [ 144 ]        |
| 18  | 2009–2014   | Monika Böhm            | Arndt Peter Koeppen   | 31. März 2009     | 31. März 2009     | 13. März 2014    |                                                                     | [ 24 ]                |
| 19  | 2014–2019   | Monika Böhm            | Christiane Loizides   | 12. März 2014     | 13. März 2014     | 3. April 2019    |                                                                     | [ 145 ]               |
| 20  | 2019–2024   | Monika Böhm            | Christiane Loizides   | 3. April 2019     | 3. April 2019     | 29. März 2023    | verstorben am 29. März 2023                                         | [ 147 ]               |